# アイカツ! (アニメ)
『アイカツ!』（Aikatsu!）は、バンダイが発売するデータカードダス（DCD）アイカツ!を原作・原案としたテレビ東京系列のアニメ。

## 概要
テレビ東京系列にて、2012年10月8日から2016年3月31日までおよそ3年半にかけて放送されていた。サンライズが女児向けのテレビアニメ作品を制作するのは『ママは小学4年生』（日本テレビ）以来約20年振りとなった。本番組の最後にはミニコーナー「アイカツ格言」が入る。
ゲームの発表と同時に公式サイトがプレオープンした後、8月6日に主要スタッフ・キャストが発表された。また、小学館『ちゃお』2012年10月号の付録DVDにはゲーム・アニメのプレビューとして3DCGアニメが収録される。
サンライズ作品に登場したキャラクターがモブキャラクターとして登場することがある（第2話など）。
ほとんどの放送回で、3DCGによるダンス・歌パートが挿入される。CGのモデリングは放送当初ゲームと同程度の物であったが、アニメパートに近付ける傾向で何度か変更が加えられた。
本作の使用曲はキャラクターの担当声優がそのまま歌唱するのではなく、本作のために結成されたアイドルユニットSTAR☆ANIS（スターアニス）およびAIKATSU☆STARS!（アイカツスターズ）のメンバーにそれぞれキャラクターの歌唱が割り振られる分業体制となっている。
2013年より直前番組『たまごっち! ゆめキラドリーム』からのジャンクションでは、本作のいちご・あおいと『たまごっち!』のゆめみっち・キラリっちが共演する形で行うように変わった。なお18:30枠の『ピラメキーノ』から『たまごっち!』へのジャンクションにも、いちご・あおい・ゆめみっち・キラリっちが登場している。
2013年4月4日放送の第25話からテレビ東京系列・BSジャパンの放送時間が変更され、テレビ東京系列では毎週木曜18:00 - 18:30に変更された。これに伴い、それまで『たまごっち』→本番組の共演ジャンクションは本番組の直前での放送に変更、そして本番組→『たまごっち』のジャンクションは放送中の『たまごっち』と本番組の合同番組宣伝CMを流用して行う様に変更された。その後、同年9月5日より、『たまごっち!』の新シリーズ『たまごっち!みらくるフレンズ』が放送開始したが、本番組前後の共演ジャンクションは廃止された。
2013年10月3日から第1部後半の放送日時を継承しつつ2年目（第2部）の放映も開始された。新たにライバル校や新キャラクターも登場し、新シリーズとしてスタートしている。
なお、第2部は第1部最終回の時点から1年先の世界で展開しており、第1部時代の主要キャラクターは第3学年となっており、キャラクターデザインも多少大人びた感じになっている。また、オーディションなどのクライマックスシーンのCG演出は、第1部はキャラクターデザインなどがゲーム版のものに近いものであったが、第2部はアニメの2Dパートに近いものとなっている。
冒頭ナレーションは基本的に星宮いちごによるナレーションとなっている。第25話はジョニー別府によるナレーション、第51話は有栖川おとめ・霧矢あおい・紫吹蘭の3人のナレーションに変更された。第52話から登場時の服がスターライト学園の制服に変更されている。
2014年10月2日からスタートした第3部（3rdシーズン）では主人公が大空あかりに変更、レギュラーキャラクターが刷新され、星宮いちごをはじめとする前シーズンまでのレギュラーキャラクターは第1部スタート時の神崎美月と同等の地位に成長している。BGMなどもほぼ一新され、冒頭ナレーションも大空あかりによるものに変更されている。
2015年4月2日放送の第127話からテレビ東京系列での放送時間が毎週木曜18:30 - 19:00に変更され2年ぶりの移動となり、サンライズの分社化の影響でアニメーション制作も『バンダイナムコピクチャーズ』に変更された。2015年10月開始の第4シーズン（第153話-）より次回予告パートがエンディングと統合により別枠では廃止され、アイカツ！格言のコーナーが無くなりステージダイアリーのコーナーが加わった。
字幕放送では色分けがされており、当初はいちごが黄色、あおいが水色であったが、2014年放送の第3シーズン以降、あかりが黄色、スミレが水色、ひなきが緑色となっていた。
2016年4月7日より新シリーズ『アイカツスターズ!』へと移行した。また、放送時間も5分繰り上がり、18:25 - 18:55の放送となる。

## あらすじ
キャラクター名については数が多い都合上、原則的には初出・連続性がない場合のみフルネームとし、連続性がある場合は名だけとする。特記したい場合はこの限りではない。

### 第1部（第1話 - 第50話）
弁当屋の娘である中学1年生の星宮いちごは、弟のらいちが大ファンのトップアイドル神崎美月のコンサートチケットを手に入れるため、親友でアイドル好きの霧矢あおいを頼る。

あおいのツテでチケットを手に入れた3人はコンサートへ行き、その魅力にいちごは人生初の衝撃を受けた。そんな折、あおいが美月も通う名門アイドル養成校「スターライト学園」で編入試験が行われることを知り、一緒に受けるよういちごを誘う。

これといった夢や目標の無かったいちごは母親の後押しもあり受験を決意、いちごはパフォーマンスが、あおいは筆記試験が特に評価され、2人はスターライト学園に編入した。
2人は早速行われたオーディションのご褒美として美月の1日マネージャーを務める権利を獲得し、そこで美月が才能では無く凄まじい努力で己を磨いていることを知る。そして、ある理由で自ら孤独な日々を過ごしていた紫吹蘭とオーディションで親しくなり、3人はアイドル活動「アイカツ」に励んでいく。その後3人は様々な特訓・オーディションを重ね、それぞれが歌とダンスに限らず、モデルや女優としてのステップアップも経験する。
不思議系アイドルの有栖川おとめ、吸血鬼キャラで人気を博す藤堂ユリカ、歌舞伎の家柄からアイドルを志す後輩・北大路さくらといった新しい仲間も増え、美月も彼女達を「見守る存在」から「競い合う存在」へと意識するようになる。

美月はかつて断念したユニットを再び結成するためオーディションを主催し、アメリカから美月を追い掛けてきた一ノ瀬かえでと蘭をメンバーに選ぶ。しかし蘭はいちごやあおいと離れ離れになったことで苦悩し、美月は蘭が一番輝ける場所、つまりいちごとあおいとのユニットに合流するようメンバーからの追放を告げる。

こうしていちご・あおい・蘭の「Soleil（ソレイユ）」、美月・かえで・ユリカの「Tristar（トライスター）」、そしておとめ・さくら・女優志向である神谷しおんが自主的に結成した「Powa2×PuRiRiN!!!（ぽわぽわプリリン）」の3ユニットが誕生し、辞退したしおんを除く8人は夏季限定のユニット「STAR☆ANIS（スターアニス）」を結成、全国ツアーを行う。
そして毎年恒例の学園内No1アイドルを決める大会「スターライトクイーンカップ」が開催され、スターアニスメンバーは全員準決勝進出、いちごが決勝へ進出し、2年連続クイーンの美月と対決する。しかし、この時いちごはかつてかえでが話していたアメリカに自分らしいアイカツを見出し、休学して渡米する決意を固めていた。

決勝戦は美月の辛勝に終わるもいちごは大急ぎで空港に向かい、最後まで泣くのを我慢していたあおいをはじめとする仲間達と抱擁を交わし、アメリカへ旅立っていった。一方で美月もスターライト学園を辞め、表舞台から姿を消した。

### 第2部（第51話 - 第101話）
DVD/BDリリース名称では「2ndシーズン」を冠している。

いちごがアメリカに旅立ってから1年後、あおいや蘭はそれぞれの得意分野で順調にキャリアを重ねており、美月の次代であるスターライトクイーンはおとめが選ばれていた。しかし、この1年の間にアイドル業界は開校間もないドリームアカデミーに席巻され、スターライト学園生徒は心中穏やかではない日々を送っていた。

両学園のアイドルが同じステージに立つことは無かったが、ある日ついに直接対決の場が設けられ、スターライト学園からはあおいが、ドリームアカデミーからは大型新人の音城セイラが代表に選ばれる。セイラはアイドルの知識こそ無いが音楽の才能に長けており、専属プロデューサーである冴草きいのサポートもあって初ステージでその年の新アピールである星座アピールを決める。後攻のあおいがプレッシャーを感じる中、帰国したいちごが突然姿を現し、あおいの代わりにステージで星座アピールを決め、勝負は引き分けとなる。こうしてライバルであり新たな友達が出来たいちごは、再びあおいや蘭達と共にスターライト学園でのアイカツに励む。
その間の神崎 美月はアイカツを盛り上げるために、夏樹 みくるをスカウトし新ユニット「WM（ダブルエム）」を結成をして、ソレイユやいちご・セイラのユニット（2wingSの結成前）と対戦をする一方で、「AIKATSU8」（いちご・おとめ・ユリカ・セイラ・そら・マリア・美月・みくる。アイカツ!#アイドルユニットを参照。）によっての全国サマードームツアーを興行する。これまではWMに敵わなかったものの、『トゥインクルスターカップ』を企画したのをきっかけとして、いちご・セイラで改めて「2wingS（ツウィングス）」を組んで「WM」に対抗出来る様に結成前に出来なかったのを分析し色々と見直しを図る。その結果、2wingSはWMに勝利する。トゥインクルスターカップを最後と宣言した通りにWMは解散し、みくるは「ガーデナーズワールドカップ」に向けてガーデニングに専念するためにアイカツを一旦休止した。
新入生オーディションにおいて、後に第3部の主人公となる大空あかりが登場。高等部に進級したいちご・あおい・蘭の初プロジェクトとして審査員3名でのオーディション「キャラバン」を受ける。あかりは自分の名前を「星宮いちご」と名乗るくらいに間違える場面にある通り、いちごに憧れた模倣スタイルであった。星宮いちごの強い推しで選出される。しかしながら、いちごのアドバイスにより完全一致の模倣から抜け、アイカツブートキャンプやスペシャルアピール夏季合宿による特訓から今後に繋がるものとなり、第3部へと繋がる前提となった。

### 第3部（第102話 - 第152話）
第102話から新展開。DVD/BDリリース名称では「あかりGeneration」を冠している。これは最終回の第178話までこのタイトルである。
第76話において、いちご・あおい・蘭が審査員として参加した新入生オーディション「キャラバン」にて、見事合格した新人アイドル、中学一年生の大空あかりが主人公となる。寮の雨漏りトラブルでの入れ替わりで、物静かで占い好きの氷上スミレとルームメイトになり、芸歴13年のアイカツカードに詳しい新条ひなきと共にスターライト学園で日々アイカツに励む。
1度はスターライト学園に不合格となった経験もあり、あかりは様々な工夫により初心からのアイカツにおいての模索をする所から始まる。その活動の積み重ねから、あかりは「大空お天気」での仕事をメインとして就くこととなった。また、ドラマ作品「アイカツ先生」オーディションを通じて紅林珠璃と知り合う。
姫桜女学園から交換留学制度により、藤原みやびがスターライト学園に1ヵ月間留学。
スターライトクイーンカップにてさくらが優勝しスターライトクイーンに選出される。それが刺激になり、ソレイユが全国ツアーに旅立つ時にあかりはいちごに対しスターライトクイーン宣言をする。
第127話以降はあかりと同期生のスミレ、ひなき、珠璃は中等部二年生となり、あかりは新入生の黒沢凛の後輩指導の担当となり、同じくしてスミレも天羽まどかの後輩指導の担当となる。また、凛とまどかはルームメイトの間柄となる。
第3部のあかりを始めとした中等部組でのユニットが組まれる。スミレと凛は「Dancing Diva（ダンシングディーヴァ）」、珠璃・ひなきは「情熱ハラペーニョ」、あかり・まどかは「Skips♪（スキップス）」を結成する。
エトワール学院から交換留学制度により、栗栖ここねがスターライト学園に留学。ユニットカップが開催決定される際も、ここねはかつてのスターライト学園の交換留学生であり仕事仲間だったみやびと「あまふわ☆なでしこ」を結成する。
スターライト学園でのユニットカップが行われ、「Skips♪」が優勝を果たした。
第146話で『アイカツ8大投票』が行われたが、その際に3人ユニットによる『大スターライト学園祭』もSoleil（ソレイユ）から開催発表された。これを受けて、あかり・スミレ・ひなきの「Luminas（ルミナス）」と珠璃・凛・まどかによる「バニラチリペッパー」が結成されることとなった。そして、Powa2×PuRiRiN!!!（ぽわぽわプリリン）も出演参加している。また、Tristar（トライスター）もかえでの強い推しがあり、美月との交渉の結果により復活された。その結果、ソレイユが1位で、続いてルミナスが2位となった。その刺激を受けて、ルミナスの3人は「出会い」をテーマにアイカツ！ワゴンを制作して全国ツアーをすることをした。

### 第4部（第153話 - 第178話）
第153話以降はルミナスの全国ツアー『ルミナス☆ジャパンツアー』編となり、まずは北海道に向かった。北海道でのステージの前に大地のの・白樺リサと出会う。2人もローカルでは歌を披露していた。ルミナスとの縁やステージに刺激され、スターライト学園を志望するようになり、オーディションを経て編入となった。また、「Dolly devil（ドーリーデビル）」のプレミアムドレスを得る際にも不慣れな原宿でのパプニングがデザイナーに支持を得て獲得している。
次にルミナスは沖縄へと向かったが、途中の京都では、かつての大空あかりのルームメイトであった服部ユウや藤原みやび・栗栖ここねとのかつてのスターライト学園交換留学生組との番組エピソードもあり、ユウの交換留学のきっかけも語っている。そして、沖縄に到着したルミナス3人は波照間みなみと出会うが、彼女は黒沢 凛のライバルでありダンス仲間意識がある。凛のスケジュール次第ではDancing Diva（ダンシングディーヴァ）のサプライズステージ扱いで可能性は凛次第であったが、みなみの励ましの言葉「なんくるないさ」を思い出して、何とか沖縄でのスミレとのユニットステージと沖縄ダンスフェスでのみなみとのダンス共演も果たした。
大阪においてルミナスはツアーでのステージ後、堂島 ニーナのステージにお笑いと言う新要素で刺激を受け、なにわ天下一学園も見学させて貰う。その上で番組としてルミナスとニーナでお笑いステージを行うものの、本場の大阪での厳しさにお笑いの奥深さを知る。ニーナ自身も大阪出身ではないために計算したお笑いで決める事の難しさを知るが、最後でお笑いに厳しい園児に評価された事で自信を持つ様になる。
『ルミナス☆ジャパンツアー』ファイナルはスターライト学園で行われた。クリスマスの時期だったが、この時期の東京は雪が滅多に降らないために、星宮いちごが冗談半分で言った事を大地のの・白樺リサが北海道からの雪運搬で実行する。それを全国区で評価を受け、気温変化による東北地方での雪補充や西日本方面で協力する人々が増え、ステージまで運ぶ事が出来た。そして、「はろー! Winter Love♪」のクリスマスステージでは、ルミナスに加えて紅林 珠璃・星宮いちご・神崎 美月がバックダンサーに位置で出演した。そして、スターライトクイーンカップに向かう事となる。
スターライトクイーンカップでは、エントリーからの目的意識を問われる所となった。コーデ作成にしても、天才肌のDreamy Crownデザイナーである瀬名 翼が苦心する程であったり、新条 ひなきもアイカツ復帰した夏樹 みくるとViVid Kiss国際番組作成でひなきのコーデ作成をテーマとして共同作業を行った程である。ステージのための試行錯誤も壮絶を極めた。メークインカップ参加で大地 のの・白樺 リサのコーデを掛けた拮抗したじゃがいも選別勝負や、春のドリアカーニバルでもルミナス3人がトレーニングマシーンで音城 セイラ級の挑戦をした程である。その中、ドリームアカデミー中等部に音城 ノエルが姉のセイラと相談した上で編入した事を聞かされる。また、その間に1学生組の黒沢 凛・天羽 まどかもライバルを意識した、まどかの誕生日パーティーも静かに行われていた。
スターライトクイーンカップ本戦も開幕記念ステージでシークレットにWMの最後のステージが行われて開幕した。中等部上位7名のみがフィーバーアピールでAランク以上を取っている。1日目は白樺 リサと紅林 珠璃とのAランク同士での一騎討ちとなり、珠璃が暫定1位となった。2日目も大地 のの・黒沢 凛・天羽 まどかのAランクの健闘もむなしく、珠璃が暫定1位を維持した。これは3日目の新条 ひなきが暫定1位となるまで続くがAランク止まりであった。後の氷上 スミレはSAランクに挑戦をしようとし、アピールの失敗でランク外になったがステージの全体評価から最終8位に留まった。そのスミレのタッチを受け、大空 あかりのステージとなり見事にSAランクのアピールを決めた事も要素となり、優勝しスターライトクイーンとなる。
今回のスターライトクイーンになった大空 あかりは、スターライト学園オーディション選考で入学を果たすきっかけとなった憧れでもある星宮いちごからのお祝いとあかり勝利で1つお願いごとを聞くと言う勝負に挑み、あかりが勝利した。そして、お願いごとを聞いた後、星宮いちご・大空あかりが大規模スタジアムのステージで立っている後ろ姿の1シーンで話は終わる。

## 登場人物
アーケードゲーム版のリリースと連動しているが、第2部・映画第2作までのランキングやAIKATSU8のメンバーなどアニメオリジナルの設定も存在する。
また、第4部では『ルミナス☆ジャパンツアー』などで徳島県とハワイ島が関連するエピソードがないため、荒灘はづきとモニカ・キキィは未登場。

## スタッフ
- 企画 - 藤原茂樹[8]、若鍋竜太、加藤陽一[9][注 12]
- 原作 - サンライズ（第1話 - 第126話）
バンダイナムコピクチャーズ（第127話 - 第178話）[注 12]
- 原案 - バンダイ
- 監督 - 木村隆一[10]
- スーパーバイザー - 水島精二
- シリーズ構成 - 加藤陽一[10]
- キャラクターデザイン - やぐちひろこ[10]
- デザインワークス - 石川佳代子、渡部里美
- 作画監督協力 - 宮谷里沙
- 美術監督 - 大貫雄司
- 色彩設計 - 大塚眞純
- 撮影監督 - 宮川淳子（第1話 - 第50話） → 大神洋一（第51話 - ）
- 編集 - 笠原義宏
- CGプロデューサー - 菊地等
- CGディレクター - 谷口顕也、北田伸（第16話 - ）
- 音響監督 - 菊田浩巳
- 音楽 - MONACA
- 音楽プロデューサー - みすみゆり（途中まで）、斎藤滋 → 岩下由希恵 → 吉江輝成 → 臼倉竜太郎、黒田学
- 音楽A&R - 岩下由希恵（第1話 - 第50話） → 臼倉竜太郎（第51話 - ）、吉江輝成（途中まで）
- 音楽制作 - MONACA、サンライズ音楽出版
- 音楽制作協力 - ランティス、テレビ東京ミュージック
- エグゼクティブプロデューサー - 川崎由紀夫(テレビ東京)、古澤圭亮 → 小野口征、遠藤正樹 → 山西太平、尾崎雅之
- プロデューサー - 奈良初男（第1話 - 第25話） → 細谷伸之（第26話 - ）（テレビ東京）、今井陽介 → 斎藤朋之、若鍋竜太 → 伊藤貴憲（第51話 - ）
- プランニングマネージャー - 窪田恭子 → 林順英 → 秋間眞良（テレビ東京）、鈴庄加依子 → 山田唯莉子（テレビ東京）、原田真史、山西太平（途中まで）、遠藤哲哉
- アシスタントプロデューサー - 伊藤貴憲（第25話 - 第50話）、竹葉理紗
- クリエイティブプロデューサー - 高橋誠
- アニメーションプロデューサー - 山路晴久、伊東耕平（第1話 - 第50話）
- アニメーション制作 - サンライズ[10]（第1話 - 第126話） → BN Pictures（第127話 - ）
- アニメーション制作協力 - テレコム・アニメーションフィルム（第1話 - 第50話[注 13]）
- 製作 - テレビ東京、電通、サンライズ（第1話 - 第126話） → BN Pictures（第127話 - ）

## 製作

### 企画
ゲームの企画が始まった2010年ごろ、脚本家の加藤陽一はゲームと連動したアニメの作り方についてバンダイとともに話し合った。それから2年後の2012年、オファーを受けたアニメーターの木村隆一は、監督として加藤とともに現場入りした。
データカードダスの開発がアニメの制作よりも遅れることがあったため、各キャラクターの設定はバンダイが作成した原案に対して、本作のスタッフがそれをさらに発展させるという方法がとられ、アニメの設定がゲームに反映されることもあった。
「スターライト学園」や「アイカツシステム」などの世界観は企画の段階で決まっていたものの、アニメとしてのストーリーは決まっておらず、木村と加藤の二人で練り直すこととなった。
木村はゲームにおける美月といちごの設定と前述の世界観から「エースをねらえ!」のお蝶夫人と岡ひろみのような関係性を見出した。また、二人が合流する前年の2011年に東日本大震災が起きたことから、木村は明るくコミカルな作風にしたいと考えており、加藤もそれに賛同した。
加藤はエキサイトとのインタビューの中で、その方針が表れた出来事として第1話でいちごがベッドの中で美月のライブの様子を思い出す場面を挙げている。元の脚本では、いちごが一粒の涙をこぼすという記述があったが、「涙を流さないほうがよいのでは」という木村の意見を受け、話し合いの末、落涙の場面は削除された。木村は判断の理由について「困難に対して前向きにぶつかるキャラクターを前面に押し出す作品にしたかった」と前述のインタビューの中で述べており、加藤は木村の判断について「あまりウェットにせず、明るい前向きさを保つというシリーズ全体の方向性の基点になっている」と前述のインタビューの中で振り返っている。
加藤は1クール目の時点で「まじめな話から始め、ある時点までならコメディでできる範囲を示す」という計画を立てており、それに基づいて第9話と第12話を執筆した。このうち第12話はクリスマスツリーに憧れる友人のためにいちごが雪山で大木を倒す内容であり、加藤は「いちごが斧で大木を切り倒す場面を見て、彼女にあこがれる後輩が出てくる」ことを期待して執筆したとエキサイトとのインタビューの中で振り返っている。
製作期間が限られていたこともあり、アニメを作りながら内容を考える状態が続いたため、第1部終盤の内容が確定したのは放送から半年ほど後のことだった。
美月がアイドル活動を休止することは既にゲーム側で確定していたため、そのままアニメへと取り入れられた。
第1部の結末および第2部の冒頭について、木村は「美月との勝負だけでなく、いちごは親友のあおいとの関係やアイドルとしての自分の将来について考えるだろう。ならば、美月に勝つための武者修行に出るのではと考えた」とエキサイトとのインタビューの中で述べており、アイデアを聞いた加藤は『あしたのジョー』が思い浮かんだと振り返っている。

### 映像・作画・美術
本作のライブパートの3DCG製作はサムライピクチャーズが担当し、同社内の複数のチームとその協力会社が並行してCGを作成した。
アニメのライブシーンは絵コンテを使う代わりに、CGチームと木村の打ち合わせを基にしたカメラワークとアニメーションが作られ、再び木村がチェックするという体制がとられた。CGモデルはゲームの開発チームと共有しており、作業を効率的にするため、アニメ側に合わせたモデルの改良がおこなわれた。
「プレイヤー＝アイドル」という位置づけだったゲームは主観的なカメラワークがとられた一方、本作では「視聴者＝観客」という位置づけであるため、実際のライブ映像を参考に、様々な角度や距離からアイドルを写す客観的なカメラワークがとられた。また、本作のライブパートでは撮影者の存在を強調するため、手振れを発生させたりカメラに気づいたアイドルが行動を起こすといった演出がとられた。
衣装や髪の毛などの揺れやポリゴン抜けの調整などを行うセカンダリと並行する形で、新しいキャラクターや衣装などのCGモデルのキービジュアル等が制作された。
CGチームは「歌唱パート」「ダンス時の身体の伸び」「キャラクターデザイン上の特徴」に関しては特に注意を払い、例えば、前髪に編み込みのあるキャラクターの場合、編み込みが目立つように正面を強調したカメラワークをとり、逆に後ろ髪が目立つキャラクターの場合は、横顔を強調したカメラワークをとった。
また、カット割りは音楽ではなくキャラクターの動きに合わせたものが用いられた。例えばあかりの場合、入学したての頃はダンスに不慣れであるという設定を反映し、あえて下手な踊りにした。
映画第1作では、観客といった群衆のCGモデルが一新され、96種類の髪型・服・色の組み合わせと、20種類の動きのバリエーションの表現に成功したほか、小さな子どものモデルも用意された。
また、映画第1作の制作では、CGシーンのファイル共有フォーマット「Alembic」が導入されたことにより、安定したレンダリングの実現に成功した。

### キャラクター設定・キャスティング
いちごの大まかな設定は決まっていたものの、弟の存在などといった細かな設定は第1話の製作と同時に作られていった。いちごの設定のうち、「天然だが鈍感ではない」という部分は「母親の弁当屋を手伝う中で、お客さんをしっかり見ていくという経験を重ねた結果、人の気持ちを理解できるようになった」という形で「彼女の実家が弁当屋である」という設定と関連づけられた。
ユリカは製作の初期段階から二面性を持つキャラクターとして設定されており、ゲームでも「やや厨二病気味のツンデレ」として設定されていたが、「600歳の吸血鬼というキャラクターを演じている」という設定はアニメ化に際して追加されたものである。
ゲームのスタッフである中村幸恵はこの設定を非常に新しいと評価し、同じくゲームのスタッフである橋本佳代子もこの設定を「バンダイだけでは難しかったクリエイティブなもの」として評価している。木村は「正直受け入れられるのか一番不安だったキャラクターで、出オチみたいな扱いでもいいと考えていたが、実際は僕たちが思っていた以上に受け入れられた」と振り返っている。
加藤はエキサイトとのインタビューの中で、第2部から登場したライバル校のドリームアカデミーの関係者について、「第1部の登場人物よりもキャラが薄くならないように決め台詞等を入れた結果、予想以上の個性派集団になってしまった」と振り返っている。
たとえば、ドリームアカデミーの生徒の一人であるそらの口癖である「クルクル　キャワワ」は、そらの持ち歌である「Kira・pata・shining」の歌詞を基にしている。また、他のドリームアカデミーの関係者であるきいやセイラの決め台詞についても、あおいの「穏やかじゃない」のような引っ掛かりのある言葉を目指して設定された。このうち、きいの「オケオケオッケー」は様々な派生を作ることができるという観点からも決め台詞として採用され、実際に「うそうそうっそー」といった派生も存在していたが、「オケオケオッケー」以外の派生形が聞き取りづらいことが判明したため、これらの派生形は途中から減らされた。
「放送が長期にわたるため、アニメの中の主人公と一緒に成長してくれたらうれしい」という木村の意向から、主要登場人物の役には同年代の声優が起用された。
星宮いちご役には当時中学生だった諸星すみれが抜擢され、諸星の周りを固める形でほかの登場人物の声優が選ばれた。

### 音楽
本作の音楽はMONACAが手掛け、「アニメは子供向けだが、音楽は少し上の年齢層にも聞いてもらいたい」という木村の方針から、各キャラクターの歌唱は本作のために結成されたアイドルユニットSTAR☆ANISのメンバーが選ばれた。
同様の方針はスーパーバイザーである水島精二を通じてゲーム側の作曲家にも伝えられている。

## 主題歌・挿入歌
全てLantisより発売。オープニングとエンディングでは歌詞字幕が表示され、第2話からはふりがなが追加された。
いずれも本作のために結成されたSTAR☆ANIS（スターアニス）、および第3シーズンより新たに結成されたAIKATSU☆STARS!（アイカツスターズ）が歌唱を担当している。
以下、CD化されているバージョンについては文末に★、アニメの全てのバージョンとCD音源が異なる場合は併せて記載する。ただし、ベストアルバムに収録された別バージョンは文末に■と記載する。

### オープニングテーマ
第177話はOPなし。
「Signalize!」（第1話 - 第25話）
作詞 - 畑亜貴 / 作曲 - NARASAKI / 編曲 - SADESPER RECORD
歌 - わか・ふうり・すなお・りすこ from STAR☆ANIS ★
歌 - わか・りすこ from STAR☆ANIS （第17話挿入歌）
歌 - わか・ふうり・すなお from STAR☆ANIS （第40話挿入歌）
オープニング映像はサビ直前の星宮いちごのシルエット部分は第1話から第9話までダークマゼンタだが、第10話以降のこの部分はライトピンクに変更されている。
「ダイヤモンドハッピー」（第26話 - 第50話）
作詞 - 畑亜貴 / 作曲・編曲 - 石濱翔（MONACA）
歌 - わか・ふうり・すなお from STAR☆ANIS ★
第37、38、39、45、46、87話では挿入歌にも使用。
「KIRA☆Power」（第51話 - 第75話）
作詞 - 畑亜貴 / 作曲・編曲 - 石濱翔（MONACA）
歌 - わか・ふうり・すなお from STAR☆ANIS★
歌 - わか・ふうり from STAR☆ANIS（第63、65話挿入歌、アーケードゲームで使用）
歌 - ふうり・ゆな・えり from STAR☆ANIS ★
「SHINING LINE*」（第76話 - 第101話）
作詞 - こだまさおり / 作曲・編曲 - 石濱翔（MONACA）
歌 - わか・ふうり・ゆな from STAR☆ANIS ★
歌 - わか・れみ・りすこ・もな・ふうり・えり from STAR☆ANIS（第91、92話挿入歌）
歌 - わか・ふうり・ゆな・るか from STAR☆ANIS（第101話挿入歌）
「Du-Du-Wa DO IT!!」（第102話 - 第126話）
作詞 - こだまさおり / 作曲・編曲 - 南田健吾
歌 - るか・もな・みき from AIKATSU☆STARS! & わか from STAR☆ANIS ★
歌 - るか from AIKATSU☆STARS!（第107、116話挿入歌）
歌 - るか・もな from AIKATSU☆STARS!（第111話挿入歌）
「Lovely Party Collection」（第127話 - 第152話）
作詞 - こだまさおり / 作曲・編曲 - 石濱翔（MONACA）
歌 - るか・もな・みき from AIKATSU☆STARS!（第156話挿入歌）★
歌 - るか・もな・みほ・みき・ななせ・かな from AIKATSU☆STARS!（第152話挿入歌）
「START DASH SENSATION」（第153話 - 第176話、第178話）
作詞 - こだまさおり / 作曲・編曲 - 石濱翔（MONACA）
歌 - るか・もな・みき from AIKATSU☆STARS! ★
歌 - るか from AIKATSU☆STARS!（第170、177話挿入歌）

### エンディングテーマ
エンディングアニメーションの最後には一部を除いて「See you next time!」の表示が入る。
「カレンダーガール」（第1話 - 第25話、第125話）
作詞 - こだまさおり / 作曲・編曲 - 田中秀和（MONACA）
歌 - わか・ふうり・すなお from STAR☆ANIS （第22、50話では挿入歌にも使用） ★
歌 - わか・ふうり・すなお・れみ・もえ from STAR☆ANIS （第25話挿入歌）
歌 - ゆな from STAR☆ANIS （第55話挿入歌）
第9話まではエンディングアニメーションの最後には「See you next week!」と表示されていたが、10話から上記のように改められ、文字色も変更された。
「ヒラリ/ヒトリ/キラリ」（第26話 - 第50話、第44話を除く）
作詞 - 只野菜摘 / 作曲・編曲 - 帆足圭吾（MONACA）
歌 - わか・ふうり・すなお・れみ・もえ・えり・ゆな・りすこ from STAR☆ANIS（第41、42、45話では挿入歌にも使用） ★
「アリスブルーのキス」（第44話）
作詞 - 原田謙太 / 作曲 - 坂本尭之 / 編曲 - Rey
歌 - Rey ★
エンディングにあわせ、エンドクレジットも変更された。第11話では挿入歌として使用された。
「オリジナルスター☆彡」（第51話 - 第75話）
作詞 - こだまさおり / 作曲・編曲 - 田中秀和（MONACA）
歌 - わか・ふうり・すなお・れみ・もえ・えり・ゆな・りすこ from STAR☆ANIS★
歌 - わか・ふうり・すなお from STAR☆ANIS（第54話挿入歌、データカードダス）
歌 - れみ・えり from STAR☆ANIS（第74話挿入歌）
歌 - わか・るか from STAR☆ANIS（第77話挿入歌）■
「Precious」（第76話 - 第101話）
作詞 -  辻純更 / 作曲・編曲 - 帆足圭吾（MONACA）
歌 - りすこ・わか・ふうり・もな from STAR☆ANIS ★
歌 - りすこ from STAR☆ANIS（第75話挿入歌）■
歌 - りすこ・もな from STAR☆ANIS（第99話挿入歌）
「Good morning my dream」（第102話 - 第126話、第125話を除く）
作詞 - こだまさおり / 作曲・編曲 - 田中秀和（MONACA）
歌 - るか・もな・みき from AIKATSU☆STARS! ★
歌 - みき from AIKATSU☆STARS!（第105、113話挿入歌）
歌 - わか・ふうり・ゆな from STAR☆ANIS（第125話挿入歌）
第111話-第115話ではエンディングの映像に劇場版のダイジェスト映像が一部使用された。
「チュチュ・バレリーナ」（第127話 - 第152話）
作詞 - 只野菜摘 / 作曲 - 石原理酉 / 編曲 - 成瀬裕介（onetrap）
歌 - るか・もな・みき from AIKATSU☆STARS! ★
歌 - もな・ななせ from AIKATSU☆STARS!（第131、138話挿入歌、データカードダス）■
歌 - もな from AIKATSU☆STARS!（第130話挿入歌）
「lucky train!」（第153話 - 第178話）
作詞 - 只野菜摘 / 作曲 - 中野領太 / 編曲 - Integral Clover（agehasprings）
歌 - るか・もな・みき from AIKATSU☆STARS! ★
歌 - みほ・ななせ from AIKATSU☆STARS!（第154、155、157、164、168話挿入歌、データカードダス）
歌 - みほ from AIKATSU☆STARS!（第175話挿入歌、データカードダス）
前述の通りエンディング映像に次回予告映像が内包されているが、最終話では次回予告映像の代わりに本編全体のダイジェスト映像が流れ、エンディングの後にエピローグパートが追加された。

### 挿入歌

#### ステージ曲（1st&2ndシーズン）
主に各話後半のオーディションで使用。
「Signalize!」（第17、40話、第1弾）
歌 - わか・りすこ from STAR☆ANIS （第17話挿入歌）
歌 - わか・ふうり・すなお from STAR☆ANIS （第40話挿入歌）
「Move on now!」（第1、3、9、174話、第1弾）
作詞 - こだまさおり / 作曲・編曲 - 田中秀和（MONACA）
歌 - りすこ from STAR☆ANIS （第1、3話）■
歌 - わか・ふうり・すなお from STAR☆ANIS （第9話）
歌 - ななせ from AIKATSU☆STARS!（第174話）
CD音源 - りすこ・わか・ふうり・すなお from STAR☆ANIS
「アイドル活動！」（第1、2、4、6、8、16、17、29、44、76、80、146話、第1弾）
作詞 - uRy / 作曲・編曲 - 田中秀和（MONACA）
歌 - わか from STAR☆ANIS （第1、6話）■
歌 - わか・ふうり from STAR☆ANIS （第2、4話）
歌 - すなお・ゆにこ from STAR☆ANIS （第8話）
歌 - わか・りすこ from STAR☆ANIS （第16、17話）
歌 - わか・ふうり・すなお from STAR☆ANIS （第29、44話、146話） ★
歌 - るか from STAR☆ANIS（第76話）■
歌 - わか・るか from STAR☆ANIS（第80話）★
「prism spiral」（第5、7、56、71話、第2弾）
作詞 - uRy / 作曲・編曲 - 田中秀和（MONACA）
歌 - ふうり from STAR☆ANIS （第5、7、56、71話） ★
「Angel Snow」（第10、11、148話、第2弾）
作詞 - こだまさおり / 作曲・編曲 - 田中秀和（MONACA）
歌 - わか・れみ from STAR☆ANIS （第10話）
歌 - れみ from STAR☆ANIS （第11話） ★
歌 - ゆな・れみ・えり from STAR☆ANIS （第148話）
「We wish you a merry Christmas AIKATSU Ver.」（第12、62話）
作詞 - こだまさおり / 作曲・編曲 - 岡部啓一（MONACA）
歌 - すなお from STAR☆ANIS （第12、62話） ★
「Trap of Love」（第13、15、57話、第2弾）
作詞 - 七菜（Make Flow, Inc.） / 作曲 - 森健一 / 編曲 - 小澤正澄
歌 - すなお・わか・ふうり from STAR☆ANIS （第13、15、57話） ★
歌 - すなお （ベストアルバム『Calendar Girls』）
「Growing for a dream」（第18、23、30、79話、第2弾）
作詞 - 小内喜文 / 作曲 - 今井ひろし / 編曲 - 小澤正澄
歌 - わか from STAR☆ANIS （第18、23話） ★
歌 - わか・ふうり・すなお・れみ・もえ・えり from STAR☆ANIS （第30、79話）
「硝子ドール」（第19、20、49話、第3弾）
作詞 - こだまさおり / 作曲・編曲 - 帆足圭吾（MONACA）
歌 - わか・もえ from STAR☆ANIS （第19話）
歌 - もえ from STAR☆ANIS （第20、49話）■
CD音源 - もえ・すなお from STAR☆ANIS
「カレンダーガール」（第22、25、50、55、178話）
歌 - わか・ふうり・すなお from STAR☆ANIS （第22、50話）★
歌 - わか・ふうり・すなお・れみ・もえ from STAR☆ANIS （第25話）
歌 - ゆな from STAR☆ANIS （第55話）
歌 - わか・ふうり・すなお from STAR☆ANIS & るか・もな・みき from AIKATSU☆STARS!（第178話）
「放課後ポニーテール」（第24、60話、第2弾）
作詞 - こだまさおり / 作曲・編曲 - 田中秀和（MONACA）
歌 - れみ from STAR☆ANIS （第24、60話） ★
「同じ地球のしあわせに」（第26、30話、第4弾）
作詞 - こだまさおり / 作曲・編曲 - 高田龍一（MONACA）
歌 - えり from STAR☆ANIS （第26、30話） ★
「G線上のShining Sky」（第27、28話、第4弾）
作詞 - uRy / 作曲・編曲 - 帆足圭吾（MONACA）
歌 - わか・ふうり・すなお・れみ・もえ・えり・りすこ from STAR☆ANIS （第27話）
歌 - わか・ふうり・すなお・りすこ / わか・りすこ from STAR☆ANIS （第28話）
CD音源 - れみ・わか from STAR☆ANIS
「Wake up my music」（第31、47、48話）
作詞 - こだまさおり / 作曲・編曲 - 岡部啓一（MONACA）
歌 - わか・ふうり from STAR☆ANIS （第31話）
歌 - りさ・えいみ（第47、48話）★
歌 - わか・えいみ（ベストアルバム『Calendar Girls』）
「fashion check!」（第32、86話、第3弾）
作詞 - uRy / 作曲・編曲 - 石濱翔（MONACA）
歌 - わか・ふうり・すなお・れみ・もえ from STAR☆ANIS （第32、86話） ★
「Take Me Higher」（第33、34、35、36、38、150話、第5弾）
作詞 - 只野菜摘 / 作曲・編曲 - 永谷喬夫
歌 - わか・ふうり・すなお from STAR☆ANIS （第33、35話）
歌 - わか・ふうり・すなお・ゆな from STAR☆ANIS （第34話）
歌 - りすこ・すなお・ゆな from STAR☆ANIS （第36話）
歌 - りすこ・もえ・ゆな from STAR☆ANIS （第38、150話） ★
「ダイヤモンドハッピー」（第37、38、39、45、46、87、151話、第5弾）
歌 - わか・ふうり・すなお from STAR☆ANIS ★
「ヒラリ/ヒトリ/キラリ」（第41、42、45話、第6弾）
歌 - わか・ふうり・すなお・れみ・もえ・えり・ゆな・りすこ from STAR☆ANIS（第41、42、45話） ★
「Moonlight destiny」（第49、50話、第6弾）
作詞 - こだまさおり / 作曲・編曲 - 帆足圭吾（MONACA）
歌 - りすこ from STAR☆ANIS （第49話） ★
歌 - りすこ・わか from STAR☆ANIS （第50話）
「アイドル活動!（Ver.Rock）」（第51、52、53、172話、2014第1弾）
作詞 - uRy / 作曲・編曲 - 田中秀和（MONACA）
歌 - ふうり from STAR☆ANIS （第51、172話）■
歌 - わか from STAR☆ANIS （第52話）
歌 - わか・ふうり from STAR☆ANIS （第53話） ★
「マジカルタイム」（第58、66、172話、2014年第2弾）
作詞 - こだまさおり / 作曲・編曲 - 高橋邦幸（MONACA）
歌 - ゆな・れみ from STAR☆ANIS （第58話） ★
歌 - ゆな from STAR☆ANIS （第66、172話）■
「Kira・pata・shining」（第61、67、172話、2014年第2弾）
作詞 - 只野菜摘 / 作曲・編曲 - PandaBoY
歌 - すなお from STAR☆ANIS （第61話） ★
歌 - すなお from STAR☆ANIS（第67、172話）■
「KIRA☆Power」（第63、65話、2014年第1弾）
歌 - わか・ふうり from STAR☆ANIS（第63、65話）
「Dance in the rain」（第64話、2014年第2弾）
作詞 - uRy / 作曲・編曲 - 田中秀和（MONACA）
歌 - わか from STAR☆ANIS （第64話） ★
「オーロラプリンセス」（第68、69、172話、2014年第3弾）
作詞 - 畑亜貴 / 作曲・編曲 - 帆足圭吾（MONACA）
歌 - えり from STAR☆ANIS （第68、172話）■
歌 - えり・わか from STAR☆ANIS （第69話）★
「ハッピィクレッシェンド」（第72、73、95、148、172話、2014年第3弾）
作詞 - 辻純更 / 作曲・編曲 - 石濱翔（MONACA）
歌 - ふうり・ゆな・すなお・えり from STAR☆ANIS （第72、95、148、172話）
歌 - わか・ふうり・すなお・れみ from STAR☆ANIS （第73話）
歌 - わか・ふうり・すなお・れみ・ゆな・えり from STAR☆ANIS ★
「Precious」（第75、99話、2014年第4弾）
歌 - りすこ from STAR☆ANIS （第75話）
歌 - りすこ・もな from STAR☆ANIS（第99話）
「笑顔のSuncatcher」（第78、81、88、173話、2014年第4弾）
作詞 - 只野菜摘 / 作曲・編曲 - 永谷喬夫
歌 - りすこ・もな from STAR☆ANIS （第78、81、88、173話）★
「Sweet Sp!ce」（第82、94話、2014年第5弾）
作詞 - 辻純更 / 作曲・編曲 - oriori
歌 - ふうり・わか from STAR☆ANIS （第82、94話）★
「CHU-CHU♡RAINBOW」（第83、94話、2014年第4弾）
作詞 - こだまさおり / 作曲・編曲 - 広川恵一（MONACA）
歌 - れみ from STAR☆ANIS （第83話）
歌 - れみ・えり from STAR☆ANIS （データカードダス）★
「オトナモード」（第84、93、169、173話、2014年第5弾）
作詞 - 林奈津美 / 作曲・編曲 - 成瀬裕介
歌 - もな from STAR☆ANIS （第84、169話）■
歌 - りすこ・もな from STAR☆ANIS （第93、173話） ★
「永遠の灯」（第89話、第106話、2014年第5弾）
作詞 - tom.m / 作曲 - 南田健吾 / 編曲 - Integral Clover
歌 - れみ from STAR☆ANIS （第89話）
歌 - るか from AIKATSU☆STARS!（第106話）
歌 - れみ・ふうり from STAR☆ANIS （データカードダス）★
「stranger alien」（第90話、2014年第6弾）
作詞 - 只野菜摘 / 作曲・編曲 - 岡部啓一（MONACA）
歌 - ふうり from STAR☆ANIS （第90話）
歌 - ふうり・ゆな from STAR☆ANIS ★
「SHINING LINE*」（第91、92、101話、2014年第4弾）
歌 - わか・れみ・りすこ・もな・ふうり・えり from STAR☆ANIS（第91、92話挿入歌）
歌 - わか・ふうり・ゆな・るか from STAR☆ANIS（第101話挿入歌）
「ハートのメロディー」（第97話、2014年第6弾）
作詞 - 神田怜鴎 / 作曲・編曲 - 大西省吾
歌 - るか from STAR☆ANIS（第97話）
歌 - えり from STAR☆ANIS　（データカードダス）★
「フレンド」（第98、100、171話、2014年第6弾）
作詞 - やまだ麻実 / 作曲 - 山崎佳祐 / 編曲 - 南田健吾
歌 - わか・ふうり from STAR☆ANIS（第98、100話） ★
歌 - ななせ・かな from AIKATSU☆STARS!（第171話）

#### その他（1st&2ndシーズン）
「アリスブルーのキス」（第11話）
第44話ではエンディングテーマとして使用された。詳しくは上記の「エンディングテーマ」を参照。
「真夜中のスカイハイ」（第14、43話、第2弾）
作詞 - uRy / 作曲・編曲 - 田中秀和（MONACA）
歌 - りすこ from STAR☆ANIS （第14、43話）★
アーケードゲームでは一部歌詞が異なる。
「Thrilling Dream」（第21話、第3弾）
作詞 - こだまさおり / 作曲・編曲 - 石濱翔（MONACA）
歌 - すなお・りすこ from STAR☆ANIS （第21話）★
「Wake up my music」（第31話）
作詞 - こだまさおり / 作曲・編曲 - 岡部啓一（MONACA）
歌 - わか・えいみ （第31話）
「さまさまばけーしょん!」（第40話）
作詞 - ミズシマ教授 / 作曲・編曲 - 高橋邦幸（MONACA）
歌 - ねむ （第40話）★
「右回りwonderland」（第43話、第5弾）
作詞 - こだまさおり / 作曲・編曲 - 高田龍一（MONACA）
歌 - わか・すなお from STAR☆ANIS （第43話）★
「新・チョコレート事件」（第59話、2014年第2弾）
作詞 - 畑亜貴 / 作曲・編曲 - 田中秀和（MONACA）
歌 - ゆな from STAR☆ANIS （第59話）★
「ミトレジャーノ!」（第70話、2014年第3弾）
作詞 - 只野菜摘 / 作曲・編曲 - 帆足圭吾（MONACA）
歌 - わか・ふうり from STAR☆ANIS （第70話）★
「アラビアンロマンス」（第85話、2014年第5弾）
作詞 - こだまさおり / 作曲・編曲 - 永谷喬夫
歌 - えり・わか from STAR☆ANIS （第85話）★

#### ステージ曲（3rd&4thシーズン）
「Let's アイカツ!」（第102、104、112、127、151、153話、2015年第1弾）
作詞 - 辻純更 / 作曲・編曲 - 田中秀和（MONACA）
歌 - るか・もな from AIKATSU☆STARS!（第102話）
歌 - るか・みき from AIKATSU☆STARS!（第104話）
歌 - わか from STAR☆ANIS （第112話）
歌 - るか・もな・みき from AIKATSU☆STARS!（第151、153話、データカードダス）★
歌 - ななせ・かな from AIKATSU☆STARS! （第127話）
「タルト・タタン」（第103、108、117話、2015年第1弾）
作詞 - 只野菜摘 / 作曲・編曲 - NARASAKI
歌 - もな from AIKATSU☆STARS!（第103話、108話、117話）★
「Passion Flower」（第110、115、145話、2015年第2弾）
作詞 - 大塚ひとみ / 作曲 - 中野領太 / 編曲 - 高橋浩一郎
歌 - みほ from AIKATSU☆STARS!（第110話、115話、145話）
歌 - みほ・もな from AIKATSU☆STARS!（データカードダス）★
「はろー! Winter Love♪」（第114、165話、2015年第2弾）
作詞 - SINBYI / 作曲 - 日暮和広 / 編曲 - 南田健吾
歌 - みき・るか・もな from AIKATSU☆STARS!（第114話）★
歌：るか・もな・みき・みほ from AIKATSU☆STARS！ & わか・りすこ from STAR☆ANIS（第165話）■
「薄紅デイトリッパー」（第118、119、121話、2015年第3弾）
作詞 - オノダヒロユキ / 作曲・編曲 - fu mou
歌 - れみ from STAR☆ANIS & みほ from AIKATSU☆STARS! ★
歌 - れみ from STAR☆ANIS（第118、119話）
歌 - れみ・えり from STAR☆ANIS（第121話）■
「Poppin' Bubbles」（第120、132話、2015年第3弾）
作詞 - AM42 / 作曲・編曲 - ミト
歌 - みき・みほ from AIKATSU☆STARS!（第120、132話）■
歌 - みき・もな from AIKATSU☆STARS!（データカードダス）★
「Blooming♡Blooming」（第123、124、167話、2015年第3弾）
作詞 - こだまさおり / 作曲・編曲 - 広川恵一（MONACA）
歌 - るか from AIKATSU☆STARS!（第123、167話、データカードダス）★
歌 - えり from STAR☆ANIS （第124話）
「Pretty Pretty」（第126、129話、2015年第4弾）
作詞 - 渡辺なつみ / 作曲・編曲 - connie
歌 - るか・もな・みき from AIKATSU☆STARS! （第126、129話）
歌 - るか・もな・みき・みほ・ななせ・かな from AIKATSU☆STARS! with 大空あかり（CV:下地紫野）（データカードダス）★
「MY SHOW TIME!」（第128話、145、175話、2015年第4弾）
作詞 - 秋浦智裕 / 作曲 - 鈴木ともよし / 編曲 - Integral Clover（agehasprings）
歌 - ななせ from AIKATSU☆STARS!（第128、145、175話）★
「ハローニューワールド」（第133、134、138、145、175話、2015年第4弾）
作詞 - こだまさおり / 作曲・編曲 - 帆足圭吾（MONACA）
歌 - かな・るか from AIKATSU☆STARS!（第134、138話、データカードダス）★
歌 - かな from AIKATSU☆STARS!（第133、145、175話）
「恋するみたいなキャラメリゼ」（2015年第5弾、第135、136、137、142話）
作詞 - 辻純更 / 作曲・編曲 - 石濱翔（MONACA）
歌 - えり・れみ from STAR☆ANIS（第136、137、156話、データカードダス）★
歌 - えり from STAR☆ANIS（第135、142話）
「Chica×Chica」（第137、149、174話、2015年第5弾）
作詞 -  空谷泉身 / 作曲・編曲 - 成瀬裕介（onetrap）
歌 - みほ・みき from AIKATSU☆STARS!（第137話、データカードダス）★
歌 - みほ・ななせ・かな from AIKATSU☆STARS!（第149話、データカードダス）■
歌 - みほ from AIKATSU☆STARS!（第174話）
「Hey! little girl」（第139、143話、2015年第5弾）
作詞 - ナカノモリアヤコ・KIKOMARU / 作曲・編曲 - ナカノモリアヤコ
歌 - るか・もな from AIKATSU☆STARS!（第139、143話、データカードダス）★
「サマー☆マジック」（第141話、2015年第5弾）
作詞 - tzk / 作曲 - 秋浦智裕 / 編曲 - 成瀬裕介（onetrap）
歌 - みき・みほ from AIKATSU☆STARS!（第141話、データカードダス）★
「エメラルドの魔法」（第144話、2015年第6弾）
作詞 - 只野菜摘 / 作曲・編曲 - Kensuke ushio
歌 - もな・るか from AIKATSU☆STARS!（データカードダス）★
歌 - もな from AIKATSU☆STARS!（第144話）■
「リルビーリルウィン♪」（2015年6弾、第147、151話）
作詞 - こだまさおり / 作曲・編曲 - WATCHMAN
歌 - るか・もな・みき from AIKATSU☆STARS!（第147、151話、データカードダス）★
「LOVE GAME」（第158、164話、2016年1弾）
作詞 - SINBYI / 作曲 - 中野領太 / 編曲 - 大西省吾（agehasprings）
歌 - もな・ななせ from AIKATSU☆STARS!（第158、164話、データカードダス）★
「ミエルミエール」（第161、162話、2016年2弾）
作詞 - 只野菜摘 / 作曲・編曲 - 石濱翔（MONACA）
歌 - かな from AIKATSU☆STARS!（第161、162話、データカードダス）★
「いばらの女王」（第166、176話、2016年2弾）
作詞 - 只野菜摘 / 作曲 - NARASAKI / 編曲 - WATCHMAN
歌 - もな from AIKATSU☆STARS!（第166、176話、データカードダス）★
「ハローハロー」（第169、176話、2016年2弾）
作詞 - tom.m / 作曲 - 山崎佳祐 / 編曲 - 成瀬裕介
歌 - みき from AIKATSU☆STARS!（第169、176話、データカードダス）★

#### その他（3rd&4thシーズン）
「キラキラ☆デイズ」（第103話、スマートフォンアプリ）
作詞 - ナカノモリアヤコ・KIKOMARU / 作曲 - ナカノモリアヤコ / 編曲 - ナカノモリアヤコ・uuiuui
歌 - ふうり・わか from STAR☆ANIS　★
歌 - わか from STAR☆ANIS（第103話）
「ラブリー☆ボム」（第109話、2015年第1弾）
作詞 - tzk / 作曲 - 山崎佳祐 / 編曲 - 成瀬裕介
歌 - みほ from AIKATSU☆STARS!（第109話）★
「魅惑のパーティー」（第122話、2015年第3弾）
作詞 - たむらぱん（CDなどでは田村歩美名義） / 作曲・編曲 - NARASAKI
歌 - もな・るか from AIKATSU☆STARS!（第122話）★
「Sweet Heart Restaurant」（第140話、2015年第5弾）
作詞 - 大塚ひとみ / 作曲 - 秋浦智裕 / 編曲 - 横山裕章（agehasprings）
歌 - えり from STAR☆ANIS & みき from AIKATSU☆STARS!（第140話、データカードダス）
CD音源 - えり・れみ from STAR☆ANIS
「約束カラット」（第155話、2016年第1弾）
作詞 - 只野菜摘 / 作曲・編曲 - 永谷喬夫
歌 - みほ・ななせ from AIKATSU☆STARS!（第155話、データカードダス）★
「ロンリー・グラヴィティ」（第159話、2016年第1弾）
作詞 - GENMAI / 作曲・編曲 - 大西省吾（agehasprings）
歌 - るか・ななせ from AIKATSU☆STARS!（第159話、データカードダス）★
「シアワセ方程式」（第163話、2016年第2弾）
作詞 - 辻純更 / 作曲・編曲 - 帆足圭吾（MONACA）
歌 - るか・かな from AIKATSU☆STARS!（第163話、データカードダス）★

### アニメ未使用曲
「ダンシング☆ベイビー」（2014年第6弾）
作詞 - 渡辺なつみ / 作曲・編曲 - 浜渦正志
歌 ‐ ゆな・えり from STAR☆ANIS ★
「恋色パッション」（2015年第2弾）
作詞・作曲 - 飯田清澄 / 編曲 - 橋本秀一
歌 - 橋本環奈・秋山美穂・四宮なぎさ Rev. from DVL
「愛がーる」（2015年第4弾）
作詞・作曲 - 飯田清澄 / 編曲 - 橋本秀一
歌 - 橋本環奈・秋山美穂・四宮なぎさ Rev.from DVL

## 放送局
テレビ東京系列6局のみ字幕放送対応・連動データ放送実施。
| 放送地域       | 放送局                 | 放送期間                                                   | 放送日時                              | 系列                  | 備考                                                       |
| 第1部          | 第1部                  | 第1部                                                      | 第1部                                 | 第1部                 | 第1部                                                      |
| -------------- | ---------------------- | ---------------------------------------------------------- | ------------------------------------- | --------------------- | ---------------------------------------------------------- |
| 関東広域圏     | テレビ東京             | 2012年10月8日 - 2013年3月25日 2013年4月4日 - 9月26日       | 月曜 19:30 - 20:00 木曜 18:00 - 18:30 | テレビ東京系列        | 製作局                                                     |
| 北海道         | テレビ北海道           | 2012年10月8日 - 2013年3月25日 2013年4月4日 - 9月26日       | 月曜 19:30 - 20:00 木曜 18:00 - 18:30 | テレビ東京系列        | 同時ネット                                                 |
| 愛知県         | テレビ愛知             | 2012年10月8日 - 2013年3月25日 2013年4月4日 - 9月26日       | 月曜 19:30 - 20:00 木曜 18:00 - 18:30 | テレビ東京系列        | 同時ネット                                                 |
| 大阪府         | テレビ大阪             | 2012年10月8日 - 2013年3月25日 2013年4月4日 - 9月26日       | 月曜 19:30 - 20:00 木曜 18:00 - 18:30 | テレビ東京系列        | 同時ネット                                                 |
| 岡山県・香川県 | テレビせとうち         | 2012年10月8日 - 2013年3月25日 2013年4月4日 - 9月26日       | 月曜 19:30 - 20:00 木曜 18:00 - 18:30 | テレビ東京系列        | 同時ネット                                                 |
| 福岡県         | TVQ九州放送            | 2012年10月8日 - 2013年3月25日 2013年4月4日 - 9月26日       | 月曜 19:30 - 20:00 木曜 18:00 - 18:30 | テレビ東京系列        | 同時ネット                                                 |
| 日本全域       | BSジャパン             | 2012年10月13日 - 2013年3月30日 2013年4月8日 - 9月30日      | 土曜 13:30 - 14:00 月曜 17:00 - 17:30 | テレビ東京系列 BS放送 |                                                            |
| 日本全域       | バンダイチャンネル     | 2012年10月20日 - 2013年3月30日 2013年4月8日 - 9月30日      | 土曜 14:00 更新 月曜 18:00 更新       | ネット配信            | 最新話1週間無料                                            |
| 日本全域       | GyaO!                  | 2012年10月20日 - 2013年3月30日 2013年4月8日 - 9月30日      | 土曜 14:00 更新 月曜 18:00 更新       | ネット配信            | 配給元：バンダイチャンネル 最新話1週間無料                 |
| 日本全域       | AT-X                   | 2012年10月22日 - 2013年10月7日                             | 月曜 23:00 - 23:30                    | アニメ専門CS放送      | リピート放送あり                                           |
| 滋賀県         | びわ湖放送             | 2013年3月23日 - 4月6日 2013年5月2日 - 2014年1月16日        | 土曜 15:00 - 17:00 木曜 17:15 - 17:45 | 独立局                |                                                            |
| 和歌山県       | テレビ和歌山           | 2013年4月22日 - 2014年3月31日                              | 月曜 17:30 - 18:00                    | 独立局                |                                                            |
| 新潟県         | 新潟総合テレビ         | 2013年5月4日 - 10月19日                                    | 土曜 10:00 - 10:30                    | フジテレビ系列        | 第26話から放送                                             |
| 広島県         | 広島ホームテレビ       | 2013年5月5日 - 10月20日                                    | 日曜 6:00 - 6:30                      | テレビ朝日系列        | 第26話から放送                                             |
| 静岡県         | 静岡朝日テレビ         | 2013年5月11日 - 11月9日                                    | 土曜 6:15 - 6:45                      | テレビ朝日系列        | 第26話から放送                                             |
| 山形県         | 山形放送               | 2013年10月3日 - 2014年3月20日 2014年10月5日 - 2015年4月5日 | 木曜 16:00 - 16:30 日曜 6:30 - 7:00   | 日本テレビ系列        | 第24話で一時打ち切り 第25話から再開                        |
| 日本全域       | ディズニー・チャンネル | 2014年5月6日 - 7月14日                                     | 月曜 - 金曜 6:00 - 6:30               | BS/CS放送             | リピート放送あり                                           |
| 第2部          |                        |                                                            |                                       |                       |                                                            |
| 関東広域圏     | テレビ東京             | 2013年10月3日 - 2014年9月25日                              | 木曜 18:00 - 18:30                    | テレビ東京系列        | 製作局                                                     |
| 北海道         | テレビ北海道           | 2013年10月3日 - 2014年9月25日                              | 木曜 18:00 - 18:30                    | テレビ東京系列        | 同時ネット                                                 |
| 愛知県         | テレビ愛知             | 2013年10月3日 - 2014年9月25日                              | 木曜 18:00 - 18:30                    | テレビ東京系列        | 同時ネット                                                 |
| 大阪府         | テレビ大阪             | 2013年10月3日 - 2014年9月25日                              | 木曜 18:00 - 18:30                    | テレビ東京系列        | 同時ネット                                                 |
| 岡山県・香川県 | テレビせとうち         | 2013年10月3日 - 2014年9月25日                              | 木曜 18:00 - 18:30                    | テレビ東京系列        | 同時ネット                                                 |
| 福岡県         | TVQ九州放送            | 2013年10月3日 - 2014年9月25日                              | 木曜 18:00 - 18:30                    | テレビ東京系列        | 同時ネット                                                 |
| 日本全域       | BSジャパン             | 2013年10月7日 - 2014年9月29日                              | 月曜 17:00 - 17:30                    | テレビ東京系列 BS放送 |                                                            |
| 日本全域       | バンダイチャンネル     | 2013年10月7日 - 2014年9月29日                              | 月曜 18:00 更新                       | ネット配信            | 最新話1週間無料                                            |
| 日本全域       | GyaO!                  | 2013年10月7日 - 2014年9月29日                              | 月曜 18:00 更新                       | ネット配信            | 配給元：バンダイチャンネル 最新話1週間無料                 |
| 福島県         | 福島テレビ             | 2013年10月10日 - 2014年10月2日                             | 木曜 15:26 - 15:56                    | フジテレビ系列        | 第1部は未放送 第51話から放送                               |
| 日本全域       | AT-X                   | 2013年10月14日 - 12月30日 2014年1月7日 - 9月30日           | 月曜 23:00 - 23:30 火曜 20:30 - 21:00 | アニメ専門CS放送      | リピート放送あり                                           |
| 新潟県         | 新潟総合テレビ         | 2013年10月26日 - 2014年10月18日                            | 土曜 10:30 - 11:00                    | フジテレビ系列        |                                                            |
| 広島県         | 広島ホームテレビ       | 2013年10月27日 - 2014年10月12日                            | 日曜 6:00 - 6:30                      | テレビ朝日系列        |                                                            |
| 静岡県         | 静岡朝日テレビ         | 2013年11月16日 - 2014年11月15日                            | 土曜 6:15 - 6:45                      | テレビ朝日系列        |                                                            |
| 滋賀県         | びわ湖放送             | 2014年1月23日 - 2015年1月8日                               | 木曜 17:15 - 17:45                    | 独立局                |                                                            |
| 和歌山県       | テレビ和歌山           | 2014年4月7日 - 2015年3月23日                               | 月曜 17:30 - 18:00                    | 独立局                |                                                            |
| 日本全域       | ディズニー・チャンネル | 2015年2月10日 - 5月5日                                     | 月曜 - 金曜 16:00 - 16:30             | BS/CS放送             | リピート放送あり                                           |
| 山形県         | 山形放送               | 2015年4月12日 - 9月27日 2015年10月10日 - 2016年4月23日     | 日曜 6:30 - 7:00 土曜 5:30 - 5:59     | 日本テレビ系列        |                                                            |
| 第3部          |                        |                                                            |                                       |                       |                                                            |
| 関東広域圏     | テレビ東京             | 2014年10月2日 - 2015年3月26日 2015年4月2日 - 9月24日       | 木曜 18:00 - 18:30 木曜 18:30 - 19:00 | テレビ東京系列        | 製作局                                                     |
| 北海道         | テレビ北海道           | 2014年10月2日 - 2015年3月26日 2015年4月2日 - 9月24日       | 木曜 18:00 - 18:30 木曜 18:30 - 19:00 | テレビ東京系列        | 同時ネット                                                 |
| 愛知県         | テレビ愛知             | 2014年10月2日 - 2015年3月26日 2015年4月2日 - 9月24日       | 木曜 18:00 - 18:30 木曜 18:30 - 19:00 | テレビ東京系列        | 同時ネット                                                 |
| 大阪府         | テレビ大阪             | 2014年10月2日 - 2015年3月26日 2015年4月2日 - 9月24日       | 木曜 18:00 - 18:30 木曜 18:30 - 19:00 | テレビ東京系列        | 同時ネット                                                 |
| 岡山県・香川県 | テレビせとうち         | 2014年10月2日 - 2015年3月26日 2015年4月2日 - 9月24日       | 木曜 18:00 - 18:30 木曜 18:30 - 19:00 | テレビ東京系列        | 同時ネット                                                 |
| 福岡県         | TVQ九州放送            | 2014年10月2日 - 2015年3月26日 2015年4月2日 - 9月24日       | 木曜 18:00 - 18:30 木曜 18:30 - 19:00 | テレビ東京系列        | 同時ネット                                                 |
| 日本全域       | BSジャパン             | 2014年10月6日 - 2015年3月30日 2015年4月6日 - 9月28日       | 月曜 17:00 - 17:30 月曜 17:00 - 17:29 | テレビ東京系列 BS放送 |                                                            |
| 日本全域       | バンダイチャンネル     | 2014年10月6日 - 2015年9月28日                              | 月曜 18:00 更新                       | ネット配信            | 最新話1週間無料                                            |
| 日本全域       | GyaO!                  | 2014年10月6日 - 2015年9月28日                              | 月曜 18:00 更新                       | ネット配信            | 配給元：バンダイチャンネル 最新話1週間無料                 |
| 日本全域       | AT-X                   | 2014年10月7日 - 2015年3月31日 2015年4月7日 - 9月29日       | 火曜 20:30 - 21:00 火曜 21:30 - 22:00 | アニメ専門CS放送      | リピート放送あり                                           |
| 福島県         | 福島テレビ             | 2014年10月9日 - 2015年3月26日 2015年4月2日 - 10月1日       | 木曜 15:26 - 15:56 木曜 15:25 - 15:55 | フジテレビ系列        |                                                            |
| 広島県         | 広島ホームテレビ       | 2014年10月19日 - 2015年10月4日                             | 日曜 6:00 - 6:30                      | テレビ朝日系列        |                                                            |
| 新潟県         | 新潟総合テレビ         | 2014年10月25日 - 2015年10月17日                            | 土曜 10:30 - 11:00                    | フジテレビ系列        |                                                            |
| 静岡県         | 静岡朝日テレビ         | 2014年11月22日 - 2015年3月28日                             | 土曜 6:15 - 6:45                      | テレビ朝日系列        | 第120話で途中打ち切り                                      |
| 滋賀県         | びわ湖放送             | 2015年1月15日 - 3月26日 2015年4月2日 - 12月31日            | 木曜 17:15 - 17:45 木曜 17:30 - 18:00 | 独立局                |                                                            |
| 長崎県         | 長崎放送               | 2015年2月1日 - 2016年1月24日                               | 日曜 5:45 - 6:15                      | TBS系列               | 第1部・第2部は未放送 第102話から放送 第152話で途中打ち切り |
| 和歌山県       | テレビ和歌山           | 2015年3月30日 - 2016年3月14日                              | 月曜 17:30 - 18:00                    | 独立局                |                                                            |
| 日本全域       | ディズニー・チャンネル | 2015年7月20日 - 9月28日                                    | 月曜 - 金曜 16:00 - 16:30             | BS/CS放送             |                                                            |
| 山形県         | 山形放送               | 2016年4月30日 - 2017年4月15日                              | 土曜 5:30 - 5:59                      | 日本テレビ系列        |                                                            |
| 第4部          |                        |                                                            |                                       |                       |                                                            |
| 関東広域圏     | テレビ東京             | 2015年10月1日 - 2016年3月31日                              | 木曜 18:30 - 19:00                    | テレビ東京系列        | 製作局                                                     |
| 北海道         | テレビ北海道           | 2015年10月1日 - 2016年3月31日                              | 木曜 18:30 - 19:00                    | テレビ東京系列        | 同時ネット                                                 |
| 愛知県         | テレビ愛知             | 2015年10月1日 - 2016年3月31日                              | 木曜 18:30 - 19:00                    | テレビ東京系列        | 同時ネット                                                 |
| 大阪府         | テレビ大阪             | 2015年10月1日 - 2016年3月31日                              | 木曜 18:30 - 19:00                    | テレビ東京系列        | 同時ネット                                                 |
| 岡山県・香川県 | テレビせとうち         | 2015年10月1日 - 2016年3月31日                              | 木曜 18:30 - 19:00                    | テレビ東京系列        | 同時ネット                                                 |
| 福岡県         | TVQ九州放送            | 2015年10月1日 - 2016年3月31日                              | 木曜 18:30 - 19:00                    | テレビ東京系列        | 同時ネット                                                 |
| 日本全域       | BSジャパン             | 2015年10月5日 - 2016年4月4日                               | 月曜 17:00 - 17:29                    | テレビ東京系列 BS放送 |                                                            |
| 日本全域       | バンダイチャンネル     | 2015年10月5日 - 2016年4月4日                               | 月曜 18:00 更新                       | ネット配信            | 最新話1週間無料                                            |
| 日本全域       | AT-X                   | 2015年10月6日 - 2016年4月5日                               | 火曜 21:30 - 22:00                    | アニメ専門CS放送      | リピート放送あり                                           |
| 福島県         | 福島テレビ             | 2015年10月8日 - 2016年4月7日                               | 木曜 15:25 - 15:55                    | フジテレビ系列        |                                                            |
| 日本全域       | GyaO!                  | 2015年10月8日 - 2016年4月4日                               | 月曜 18:00 更新                       | ネット配信            | 配給元：バンダイチャンネル 最新話1週間無料                 |
| 広島県         | 広島ホームテレビ       | 2015年10月11日 - 2016年4月10日                             | 日曜 6:00 - 6:30                      | テレビ朝日系列        |                                                            |
| 新潟県         | 新潟総合テレビ         | 2015年10月24日 - 2016年3月26日 2016年4月2日 - 4月30日      | 土曜 10:30 - 11:00 土曜 11:15 - 11:45 | フジテレビ系列        |                                                            |
| 滋賀県         | びわ湖放送             | 2016年1月7日 - 6月30日                                     | 木曜 17:30 - 18:00                    | 独立局                |                                                            |
| 和歌山県       | テレビ和歌山           | 2016年3月21日 - 9月12日                                    | 月曜 17:30 - 18:00                    | 独立局                |                                                            |
| 山形県         | 山形放送               | 2017年4月22日 - 10月14日                                   | 土曜 5:30 - 5:59                      | 日本テレビ系列        | [ 注 32 ]                                                  |

### 日本国外での放送
時間帯は全て現地時間。
香港
2014年1月7日-同年7月8日無綫電視翡翠台にて、『星夢學園』（第1部）のタイトルで毎週火曜、水曜の17:20-17:50に放送。広東語 & 日本語二か国語放送、繁体字字幕あり。
2015年1月7日-同年7月1日無綫電視翡翠台にて、『星夢學園II』（第2部）のタイトルで毎週火曜、水曜の17:20-17:50に放送。広東語 & 日本語二か国語放送、繁体字字幕あり。
2016年11月17日-2017年1月27日無綫電視翡翠台にて、『星夢學園III』（第3部）のタイトルで毎週月曜から金曜までの16:15-16:45に放送。広東語 & 日本語二か国語放送、繁体字字幕あり。
2021年10月19日-2022年1月12日無綫電視翡翠台にて、『星夢學園IV』（第4部）のタイトルで毎週火曜、水曜の17:20-17:50に放送。広東語 & 日本語二か国語放送、繁体字字幕あり。
関連記事　- TVB兒童台
台湾
『偶像學園』（第1部）のタイトルで2014年10月17日-2015年9月25日にて毎週金曜日18:00-18:30に放送。
『偶像學園』（第2部）のタイトルで2015年10月4日-2016年4月3日にて毎週日曜日16:00-17:00に放送(2016年4月3日16:00-16:30に放送)。
『偶像學園』（第3部、第4部）のタイトルで2017年1月22日-10月15日にて毎週日曜日18:00-19:00に放送。
関連記事 - YOYOTV、MOMO親子台
インドネシア
『Aikatsu!』（第1部）のタイトルで10月20日より毎週土曜日6:30-7:00に放送中。主題歌と挿入歌をすべてをアイドルグループのJKT48が担当している。
関連記事 -  RCTI
韓国
『아이 엠 스타!』（アイ・アム・スター！）のタイトルで1stシーズン第1部（第1話 - 第25話）は2013年10月7日〜2013年11月18日、第2部（第26話 - 第50話）は2014年2月4日-同年3月24日。2ndシーズン第1部（第51話 - 第75話）は2015年5月14日〜2015年8月6日、第2部（第76話 - 第101話）は2015年10月22日〜 2016年7月からは3rdシーズン第1部（第102話 - 第126話）が放送中。3rdシーズンではこれに先行し、5月4日に2話分が放送された。放送時間は、毎週月曜-火曜18:00-18:30（1stシーズン）、毎週木曜21:00-21:30（2ndシーズン、3rdシーズン）。主題歌および挿入歌は吹き替え声優による歌が新録されている。
関連記事 - トゥーニバース

## Blu-ray / DVD
2013年3月2日、ハピネットよりDVDの発売が開始された。毎巻特典は描き下ろしリバーシブルジャケット。セル・レンタル版とも第1巻は2話収録であるが、セル版は第2巻以降は6話収録で、1ヵ月のブランクを隔てつつ2カ月続きで月1巻ごとのペースで2枚組でリリースされている。特典映像が含まれている場合もあり、全てピクチャーレーベル仕様になっている。また、全巻に初回特典としてオリジナルデザインのアイカツ!カードが封入される。
第1部のBlu-ray BOXが、2014年11月5日にBlu-ray BOX 1（BIXA-9491）、2015年2月3日にBlu-ray BOX 2（BIXA-9492）がそれぞれ発売と2014年5月に発表された。
「3rdシーズン」からはあかりGenerationと冠して、第1巻からのリリースである。Blu-ray BOXは1クール単位構成、DVD版は 第1巻（BIBA-2631）が3話単位、第2巻以降は6話単位の構成となっている。4月発売以降の商品はクレジットがバンダイナムコピクチャーズに変更されている。
| 巻    | 発売日        | 収録話          | 規格品番  | 規格品番 | 初回封入限定特典 （アイカツ!カード）                                      | レンタル版の対応巻 （リリース日／規格品番） |
| 巻    | 発売日        | 収録話          | BD        | DVD | 初回封入限定特典 （アイカツ!カード）                                      | レンタル版の対応巻 （リリース日／規格品番） |
| ----- | ------------- | --------------- | --------- | --- | ------------------------------------------------------------------------- | ------------------------------------------- |
| 1     | 2013年3月2日  | 第1話・第2話    |           | BIBA-8251 | 「ガーリーいちごリボン」                                                  | 第1巻（2013年3月2日／48DRJ-11121）          |
| 2     | 2013年4月2日  | 第3話 - 第8話   | BIBA-8252 | 「エメラルドサイバーワンピース」                                                                             | 第2巻（2013年4月2日／68DRJ-11122） 第3巻（2013年5月2日／68DRJ-11123）     |                                             |
| 3     | 2013年6月4日  | 第9話 - 第14話  | BIBA-8253 | 「ホワイトサイバーノースリーブ」                                                                             | 第4巻（2013年6月4日／68DRJ-11124） 第5巻（2013年7月2日／68DRJ-11125）     |                                             |
| 4     | 2013年7月2日  | 第15話 - 第20話 | BIBA-8254 | 「ガーリーいちごワンピ」                                                                                     | 第6巻（2013年8月2日／68DRJ-11126） 第7巻（2013年9月3日／68DRJ-11127）     |                                             |
| 5     | 2013年9月3日  | 第21話 - 第26話 | BIBA-8255 | 「ガーリーいちごブーツ」                                                                                     | 第8巻（2013年10月2日／68DRJ-11128） 第9巻（2013年10月2日／68DRJ-11129）   |                                             |
| 6     | 2013年10月2日 | 第27話 - 第32話 | BIBA-8256 | 「エンジェリーベアリボン」（いちごちゃん初CM撮影Ver.）                                                       | 第10巻（2013年11月2日／68DRJ-11130） 第11巻（2013年11月2日／68DRJ-11131） |                                             |
| 7     | 2013年12月3日 | 第33話 - 第38話 | BIBA-8257 | 「マゼンダトリオワンピ・トライスターハイヒール・ トライスターヘアコサージュ」（トライスターコーデ3枚セット） | 第12巻（2013年12月3日／68DRJ-11132） 第13巻（2013年12月3日／68DRJ-11133） |                                             |
| 8     | 2014年1月7日  | 第39話 - 第44話 | BIBA-8258 | 「サンシャインワンピース・サニーブーツ・ サニーカチューシャ」（ソレイユコーデ3枚セット）                     | 第14巻（2014年1月7日／68DRJ-11134） 第15巻（2014年1月7日／68DRJ-11135）   |                                             |
| 9     | 2014年2月4日  | 第45話 - 第50話 | BIBA-8259 | 「スターライトティアラ」（スターライトクイーンカップ決勝Ver.）                                               | 第16巻（2014年2月4日／68DRJ-11136） 第17巻（2014年2月4日／68DRJ-11137）   |                                             |
| BOX 1 | 2014年11月5日 | 第1話 - 第25話  | BIXA-9491 | |                                                                           |                                             |
| BOX 2 | 2015年2月3日  | 第26話 - 第50話 | BIXA-9492 | |                                                                           |                                             |

| 巻 | 発売日        | 収録話           | 規格品番  | 規格品番  | 初回封入限定特典 （アイカツ!カード）   | レンタル版の対応巻 （リリース日／規格品番）                               |
| 巻 | 発売日        | 収録話           | BD        | DVD       | 初回封入限定特典 （アイカツ!カード）   | レンタル版の対応巻 （リリース日／規格品番）                               |
| -- | ------------- | ---------------- | --------- | --------- | -------------------------------------- | ------------------------------------------------------------------------- |
| 1  | 2014年3月4日  | 第51話 - 第52話  | BIXA-1101 | BIBA-8421 | 「フリーズユニオントップス」           | 第18巻（2014年3月4日／48DRJ-11218）                                       |
| 2  | 2014年4月1日  | 第53話 - 第58話  | BIXA-1102 | BIBA-8422 | 「フリーズユニオンスカート」           | 第19巻（2014年4月1日／68DRJ-11219） 第20巻（2014年5月2日／68DRJ-11220）   |
| 3  | 2014年6月3日  | 第59話 - 第64話  | BIXA-1103 | BIBA-8423 | 「フリーズユニオンシューズ」           | 第21巻（2014年6月3日／68DRJ-11221） 第22巻（2014年7月2日／68DRJ-11222）   |
| 4  | 2014年7月2日  | 第65話 - 第70話  | BIXA-1104 | BIBA-8424 | 「ホーリーサファイアボレロ」           | 第23巻（2014年8月2日／68DRJ-11221） 第24巻（2014年9月2日／68DRJ-11222）   |
| 5  | 2014年9月2日  | 第71話 - 第76話  | BIXA-1105 | BIBA-8425 | 「ホーリーサファイアスカート」         | 第25巻（2014年10月2日／68DRJ-11223） 第26巻（2014年10月2日／68DRJ-11224） |
| 6  | 2014年10月2日 | 第77話 - 第82話  | BIXA-1106 | BIBA-8426 | 「ホーリーサファイアブーツ」           | 第27巻（2014年11月5日／68DRJ-11225） 第28巻（2014年11月5日／68DRJ-11226） |
| 7  | 2014年12月2日 | 第83話 - 第88話  | BIXA-1107 | BIBA-8427 | 「フォークロアアラベスクワンピ」       | 第29巻（2014年12月2日／68DRJ-11227） 第30巻（2014年12月2日／68DRJ-11228） |
| 8  | 2015年1月6日  | 第89話 - 第94話  | BIXA-1108 | BIBA-8428 | 「フォークロアアラベスクニットブーツ」 | 第31巻 第32巻                                                             |
| 9  | 2015年2月3日  | 第95話 - 第101話 | BIXA-1109 | BIBA-8429 | 「パープルウールコサージュ」           | 第33巻 第34巻                                                             |

| 巻    | 発売日        | 収録話            | 規格品番  | 規格品番  | 初回封入限定特典 （アイカツ!カード） | レンタル版の対応巻 （リリース日／規格品番） |
| 巻    | 発売日        | 収録話            | BD        | DVD       | 初回封入限定特典 （アイカツ!カード） | レンタル版の対応巻 （リリース日／規格品番） |
| ----- | ------------- | ----------------- | --------- | --------- | ------------------------------------ | ------------------------------------------- |
| BOX 1 | 2015年4月2日  | 第102話 - 第114話 | BIXA-9521 |           |                                      |                                             |
| BOX 2 | 2015年7月2日  | 第115話 - 第126話 | BIXA-9522 |           |                                      |                                             |
| BOX 3 | 2015年10月2日 | 第127話 - 第139話 | BIXA-9523 |           |                                      |                                             |
| BOX 4 | 2016年1月6日  | 第140話 - 第152話 | BIXA-9524 |           |                                      |                                             |
| BOX 5 | 2016年4月2日  | 第153話 - 第165話 | BIXA-9525 |           |                                      |                                             |
| BOX 6 | 2016年7月2日  | 第166話 - 第178話 | BIXA-9526 |           |                                      |                                             |
| 1     | 2015年3月3日  | 第102話 - 第104話 |           | BIBA-2631 |                                      |                                             |
| 2     | 2015年4月2日  | 第105話 - 第110話 | BIBA-2632 |           |                                      |                                             |
| 3     | 2015年6月2日  | 第111話 - 第116話 | BIBA-2633 |           |                                      |                                             |
| 4     | 2015年7月2日  | 第117話 - 第122話 | BIBA-2634 |           |                                      |                                             |
| 5     | 2015年9月2日  | 第123話 - 第128話 | BIBA-2635 |           |                                      |                                             |
| 6     | 2015年10月2日 | 第129話 - 第134話 | BIBA-2636 |           |                                      |                                             |
| 7     | 2015年12月2日 | 第135話 - 第140話 | BIBA-2637 |           |                                      |                                             |
| 8     | 2016年1月6日  | 第141話 - 第146話 | BIBA-2638 |           |                                      |                                             |
| 9     | 2016年2月2日  | 第147話 - 第152話 | BIBA-2639 |           |                                      |                                             |
| 10    | 2016年3月2日  | 第153話 - 第158話 | BIBA-2700 |           |                                      |                                             |
| 11    | 2016年4月2日  | 第159話 - 第165話 | BIBA-2701 |           |                                      |                                             |
| 12    | 2016年6月2日  | 第166話 - 第171話 | BIBA-2702 |           |                                      |                                             |
| 13    | 2016年7月2日  | 第172話 - 第178話 | BIBA-2703 |           |                                      |                                             |

## CD

### シングル
| タイトル                                                                                              | 発売日         | 規格品番   |
| --- | -------------- | ---------- |
| Signalize!/カレンダーガール                                                                           | 2012年11月21日 | LACM-14013 |
| First Live!                                                                                           | 2012年12月26日 | LACM-14042 |
| Second Show!                                                                                          | 2013年1月30日  | LACM-14048 |
| Third Action!                                                                                         | 2013年2月27日  | LACM-14049 |
| ダイヤモンドハッピー/ヒラリ/ヒトリ/キラリ                                                             | 2013年6月26日  | LACM-14099 |
| KIRA☆Power/オリジナルスター☆彡                                                                        | 2013年10月23日 | LACM-14144 |
| COOL MODE                                                                                             | 2013年12月21日 | LACM-14170 |
| Sexy Style                                                                                            | 2014年2月26日  | LACM-14202 |
| SHINING LINE*/Precious                                                                                | 2014年4月30日  | LACM-14227 |
| Du-Du-Wa DO IT!!/Good morning my dream                                                                | 2014年10月22日 | LACM-14275 |
| 輝きのエチュード                                                                                      | 2014年12月13日 | LACM-14295 |
| Beautiful Song                                                                                        | 2015年2月25日  | LACM-14316 |
| Lovely Party Collection/チュチュ・バレリーナ                                                          | 2015年4月29日  | LACM-14343 |
| START DASH SENSATION/lucky train!                                                                     | 2015年10月28日 | LACM-14408 |
| 『アイカツスターズ!』&『アイカツ!』スペシャルシングル 僕らの奇跡/アリスブルーのキス 〜Another Color〜 | 2017年8月9日   | LACM-14648 |

### ミニアルバム
| タイトル            | 発売日         | 規格品番   |
| ------------------- | -------------- | ---------- |
| Fourth Party!       | 2013年6月26日  | LACA-15306 |
| HI・KA・RI Shining♪ | 2013年12月14日 | GBSC-0007  |
| POP ASSORT          | 2014年6月25日  | LACA-15421 |
| CUTE LOOK           | 2014年9月24日  | LACA-15456 |
| Joyful Dance        | 2015年6月24日  | LACA-15497 |
| Colorful Smile      | 2015年8月26日  | LACA-15512 |
| Wonderful Tour      | 2016年1月27日  | LACA-15538 |

### アルバム
| タイトル                                                                | 発売日         | 規格品番   |
| ----------------------------------------------------------------------- | -------------- | ---------- |
| アイカツ！シリーズ10th Anniversary Album Vol.09 「VERY MANY SEASONING」 | 2022年12月28日 | LACA-15969 |
| アイカツ！シリーズ10th Anniversary Album Vol.10「Powa×PuRi×Party♪♪♪」   | 2023年1月25日  | LACA-15970 |
| アイカツ！シリーズ 10th Anniversary Album Vol.08「KIRA KIRA LUMINARIE」 | 2023年3月29日  | LACA-15968 |

### ベストアルバム
| タイトル                  | 発売日        | 規格品番                 |
| ------------------------- | ------------- | ------------------------ |
| Calendar Girls            | 2014年4月9日  | LACA-9350 LACA-9351      |
| Shining Star*             | 2015年2月11日 | LACA-9380 LACA-9381      |
| Lovely Party!!            | 2016年3月16日 | LACA-9440 LACA-9441      |
| アイカツ! COMPLETE CD-BOX | 2017年6月28日 | LACA-39500 〜 LACA-39511 |

### サウンドトラック
| タイトル             | 発売日         | 規格品番            |
| -------------------- | -------------- | ------------------- |
| アイカツ!の音楽!! 01 | 2013年9月25日  | LACA-15342          |
| アイカツ!の音楽!! 02 | 2014年8月27日  | LACA-15442          |
| アイカツ!の音楽!! 03 | 2014年12月13日 | LACA-9374 LACA-9375 |
| アイカツ!の音楽!! 04 | 2016年9月14日  | LACA-9458 LACA-9459 |

### フォトonステージ!!
| タイトル                                                                | 発売日         | 規格品番   |
| ----------------------------------------------------------------------- | -------------- | ---------- |
| アイカツ! フォトonステージ!! シングルシリーズ01「カメレオントーク★」    | 2016年1月27日  | LACM-14451 |
| アイカツ! フォトonステージ!! シングルシリーズ02「センチメンタルベリー」 | 2016年2月24日  | LACM-14452 |
| アイカツ! フォトonステージ!! シングルシリーズ03「ドラマチックガール」   | 2016年3月23日  | LACM-14453 |
| アイカツ! フォトonステージ!! シングルシリーズ04「お願いビーナス」       | 2016年4月27日  | LACM-14454 |
| アイカツ! フォトonステージ!! シングルシリーズ05「ドリームバルーン」     | 2016年5月25日  | LACM-14455 |
| アイカツ! フォトonステージ!! シングルシリーズ06「青い苺」               | 2016年6月22日  | LACM-14456 |
| アイカツ! フォトonステージ!! スプリットシングル「フォトカツ! EP01」     | 2016年8月24日  | LACM-14528 |
| アイカツ! フォトonステージ!! スプリットシングル「フォトカツ! EP02」     | 2016年11月23日 | LACM-14529 |
| アイカツ! フォトonステージ!! スプリットシングル「フォトカツ! EP03」     | 2017年3月1日   | LACM-14583 |
| アイカツ! フォトonステージ!! スプリットシングル「AIKATSU SCRAPBOOK 01」 | 2017年7月19日  | LACM-14611 |
| アイカツ! フォトonステージ!! スプリットシングル「AIKATSU SCRAPBOOK 02」 | 2017年8月23日  | LACM-14612 |
| アイカツ! フォトonステージ!! スプリットシングル「AIKATSU SCRAPBOOK 03」 | 2017年11月22日 | LACM-14613 |
| アイカツ! フォトonステージ!! ベストアルバム「PHOTOKATSU CHRONICLE 01」  | 2018年2月21日  | LACA-15701 |
| アイカツ! フォトonステージ!! ミニアルバム「AIKATSU SCRAPBOOK SP」       | 2018年5月23日  | LACM-14614 |
| アイカツ! フォトonステージ!! ベストアルバム「PHOTOKATSU CHRONICLE 02」  | 2019年4月3日   | LACA-15702 |

### ドラマCD
劇場版3作品のパッケージソフトの特典については劇場版を参照。
- 『アイカツ!』&『アイカツスターズ!』スペシャルドラマCD（2018年2月14日発売、LACA-15691）

アイカツシリーズ5周年を記念してリリースされるドラマCD。ドラマパートでは2作品のキャラクターが登場する。
STAR☆ANISとAIKATSU☆STARS!のメンバー13名による新規楽曲1曲も収録。

## 関連書籍
- アイカツ! アニメ&コミック（2013年7月25日）
- ちゃおノベルズ アイカツ!（2013年8月8日）
- アイカツ! アイドル名鑑（2014年7月23日）
- ザテレビジョン 劇場版アイカツ! 特大号（2014年11月14日）
- アイカツ! オフィシャルコンプリートブック（2014年12月11日）
- 小学館ジュニア文庫 劇場版アイカツ!（2014年12月17日）
- 劇場版アイカツ! 特別増刊号 アニメージュ2015年2月号増刊（2014年12月19日）
- アイカツ! ステージビジュアルブック（2015年11月28日）
- アイカツ! TOP OF WORKS ～特盛いちごパフェBOX～（2016年5月）
- アイカツ! フォトonステージ!! ビジュアルコレクション（2016年8月2日）
- アイカツ! フォトonステージ!! イラストコレクション（2017年3月28日）
- アイカツ! TOP OF WORKS vol.2 ～大空JUMP!!晴ればれ♡BOX～（2017年4月）
- アイカツ! あかりGeneration オフィシャルコンプリートブック（2017年8月3日）
- アイカツ! イラスト集～ブーケ～『Bouquet』（2018年4月）

## 備考
- 2013年3月1日の『お金がなくても幸せライフ がんばれプアーズ! 早く来い! 春よ来い! ハッピーサプライズスペシャル』では、諸星すみれ、田所あずさ、大橋彩香、木村隆一が出演した[31]。
- 2013年3月2日より『4月お引越し記念! アイドル大紹介スペシャル!』として、テレビ東京にて土曜 5:45 - 6:15に一部エピソードが再放送された。
- 2013年3月20日 水曜 11:55 - 12:00、テレビ東京系列で『たまごっち! アイカツ! 気になるニュース』が放送された[32]。
- 2013年12月25日~2014年1月13日セブン-イレブンでキャンペーン開催。スタンプラリーやポイントキャンペーン、一番くじぷちなど。
- 2014年4月18日~約1ヵ月間マクドナルドでハッピーセット登場。
- 2014年5月3-6日に池袋サンシャインシティでリアル謎解きゲーム『ちょこっと解決☆チョコポップ探偵 〜幻のチョコレートを探せ!〜』を開催。
- 2014年7月にほっともっととコラボし「なんでも弁当」を販売。また、茅場町でスペシャルショップが限定オープン。
- 2014年7月18日-8月31日にナムコ・ナンジャタウンでイベント開催。
- 2014年8月16日-20日に東京国際フォーラムでアニキャラによる初のライブ『アイカツ! LIVE☆イリュージョン』公演。
- 2014年10月上旬からセブンイレブンにて「一番くじぷち ニュージェネレイション」（一番くじぷち 2弾）を開催。
- 2014年10月27-2015年1月31日までピザハットとコラボ。
- 2014年12月2日-2015年1月12日までHMVと『劇場版アイカツ！』コラボキャンペーン。
- 2014年12月5日『劇場版アイカツ！』公開記念スペシャルミニLIVE＆クイズ大会開催。
- 2014年12月5日-12月5日『劇場版アイカツ！』公開記念クイズラリーキャンペーン開始。
- 2014年12月6日『劇場版アイカツ！』STAR★ANISミニライブ付特別先行上映会。
- 2014年12月6日-12月19日「『劇場版アイカツ！』公開記念竹下通りQRコードラリーカツドウ」開催。
- 2014年12月13日から『劇場版アイカツ!』公開記念「JINS PC」と「アイカツ!スタイル」コラボ。
- 2014年12月20日-2015年1月12日『劇場版アイカツ!』公開記念「東京地下鉄（東京メトロ）」でスタンプラリー開催[33][34]。
- 2014年12月上旬から『劇場版アイカツ!』公開記念作中の「ポップンポップコーン」と「ブレインサンダー」が商品化。
- 2014年12月25日からセブンイレブンにて「年末年始 アイカツ!キャンペーン」開催。「一番くじぷち 劇場版アイカツ!いちごまつり」やスタンプラリー、映画前売り券（セブンイレブン限定バインダー付き）、その他食品など発売。
- 2014年12月13日-2015年2月15日ナムコ・ナンジャタウンでイベント開催。
- 2014年12月30日『第65回 紅白アイカツ合戦』がネット配信特番として放送。2014年12月31日には優勝した組のミュージックビデオが配信。

## 劇場版

### 映画第1作
『劇場版 アイカツ!』（げきじょうばん アイカツ!）は、2014年12月13日に公開の劇場アニメ作品。配給は東映。2014年2月27日の放送で製作が発表された。
テレビ東京開局50周年記念作品。
キャッチコピーは「史上空前のアイドルムービー、誕生ッ!」「これが私たちの明日へのステージ…」。
本作の時系列は3rdシーズンの112話と同時期に当たり、公開直前に放送された本編112話は本作と連動したエピソードとして制作されている。
入場者プレゼントは劇中にも登場するプレミアムレアドレス「スリーピングオーロラコーデ」の3枚セット。さらに数量限定でアクセサリーカードを追加した4枚セットが配布された。

#### ストーリー（映画1）
いちごの成長を確信した光石学園長は、いちごに彼女自身が主役のスペシャルライブ「大スター宮いちごまつり」のオファーをする。このスペシャルライブを成功させれば、いちごはトップアイドルになる事間違いなしということで、プロデューサーのあおいや衣裳担当の蘭をはじめ、おとめはグッズ、ユリカは会計、さくらはパンフレット、かえでは振り付け担当として、スターライト学園の仲間達がいちごに協力する。そんな中「神崎美月」はいちごがライブを成功させてトップアイドルになった暁には、頼もしく成長したいちごたちにアイカツ!の未来を託して引退することをいちごに伝え、いちごのステージ出演のオファーを断ったばかりか、ライブを見に行こうともしなかった。
まだまだ一緒にアイカツ!をしたいいちごは美月に自分の感謝の気持ちを伝えるために、ライブのための新曲の制作を決意。当初は涼川直人にオファーしたが、いちごにとってのベストの歌を作れないと断わられ、代わりにシンガーソングライターの花音を紹介される。花音は新曲として「輝きのエチュード」を作曲した。その歌詞はいちごのファンやいちご自身に向けて書かれたものであったが、いちごはその歌詞にいまいち納得できず、より直接的に美月への気持ちを表す歌詞に書き換えることになった。
一方であかりは何とか美月にいちごのステージを見てもらえるよう、美月の行方を追っていた。ようやく美月を見つけたあかりはいちごのステージを見てもらえるよう説得した。
こうして「大スター宮いちごまつり」は本番を迎え、スターライト学園の仲間たちは勿論、ライバル校のドリームアカデミーの生徒達も参加し、盛大な盛り上がりを見せた。ところがいちごのライブ衣裳である「リラフェアリーコーデ」がまだ完成しておらず会場に届いていないという重大なハプニングが発生。生ドラマパートの延長で対処するが、それも限界となった時、マリアのヘリコプターが到着し、そこから飛び降りたユリカによってリラフェアリーコーデがいちごに無事渡された。
こうして、リラフェアリーコーデを纏ったいちごにより、「輝きのエチュード」の完成版が披露された。
アンコールではいちごも知らないシークレットゲストが登場。それはあかりと、彼女に説得を受けた美月の2人であった。3人が「Let's アイカツ!」を披露し、「大スター宮いちごまつり」が無事終わりを迎えた後、美月はいちごにアイドル引退の撤回を伝える。いちごのステージを見ようとしなかったのは、美月はトップアイドルでは無い自分を考えられなくなっており、いちごに抜かれることでアイドルとしての全てを失って消え失せてしまうことを恐れたためだと語った。
最後はアイカツランキングで美月を抜いて1位となり、トップアイドルいちごを仲間達が祝福。そしていちごがあかりに「時間かかってもいい、よじ登っておいで!わたし、てっぺんで待ってるから」という言葉と共に愛用のマイクを託し、あかりはより一層アイカツに励むことを誓うのだった。

#### スタッフ（映画1）
- 企画・原作・アニメーション制作 - サンライズ
- 原案 - バンダイ
- 総監督 - 木村隆一
- 監督 - 矢野雄一郎
- 副監督 - 小山田桂子
- 脚本 - 加藤陽一
- 絵コンテ - 矢野雄一郎、近藤信宏、木村隆一
- 演出 - 小山田桂子、亀井治、馬引圭
- キャラクターデザイン・総作画監督 - やぐちひろこ
- 美術監督 - 大貫雄司
- 色彩設計 - 大塚眞純
- 撮影監督 - 大神洋一
- CGディレクター - 北田伸、谷口顕也、草間博之
- 編集 - 笠原義宏
- 音響監督 - 菊田浩巳
- 音響効果 - 小山健二
- 音楽 - MONACA
- エグゼクティブプロデューサー - 尾崎雅之、小野口征、有川俊、藤岡修、山西太平、川崎由紀夫
- プロデューサー - 若鍋竜太、今井陽介、細谷伸之
- アニメーション制作協力 - テレコム・アニメーションフィルム
- 配給 - 東映
- 製作 - 「劇場版アイカツ!」製作委員会（サンライズ、バンダイ、東映、ハピネット、電通、テレビ東京）
- 上映時間 - 89分

#### 楽曲（映画1）
エンディングテーマ「アイカツ!エンディングメドレー 〜PandaBoY MIX〜」
ミックス：PandaBoY
メドレー楽曲は以下の通りで、第2シーズンまでのエンディングテーマを使用している。
「カレンダーガール」
作詞 - こだまさおり / 作曲・編曲 - 田中秀和（MONACA）
歌 - わか・ふうり・すなお from STAR☆ANIS
「オリジナルスター☆彡」
作詞 - こだまさおり / 作曲・編曲 - 田中秀和（MONACA）
歌 - わか・ふうり・すなお・れみ・もえ・えり・ゆな・りすこ from STAR☆ANIS
「ヒラリ/ヒトリ/キラリ」
作詞 - 只野菜摘 / 作曲・編曲 - 帆足圭吾（MONACA）
歌 - わか・ふうり・すなお・れみ・もえ・えり・ゆな・りすこ from STAR☆ANIS
「Precious」（第76話 - 第101話）
作詞 -  辻純更 / 作曲・編曲 - 帆足圭吾（MONACA）
歌 - りすこ・わか・ふうり・もな from STAR☆ANIS
本作のエンディング映像の制作はサンジゲンが担当し、キャラクターや背景がドット絵で描かれている。
挿入歌
「SHINING LINE* ～スターライト Ver.～」
作詞 - こだまさおり / 作曲・編曲 - 石濱 翔（MONACA）
歌 - わか・ふうり・ゆな・れみ・えり・るか from STAR☆ANIS
「グッバイ・ティアーズ」
作詞・歌 - こだまさおり / 作曲・編曲 - 石濱 翔（MONACA）
「オリジナルスター☆彡」
作詞 - こだまさおり / 作曲・編曲 - 田中秀和（MONACA）
歌 - わか・ふうり・すなお from STAR☆ANIS
「輝きのエチュード -prototype-」
作詞・歌 - こだまさおり / 作曲・編曲：石濱 翔（MONACA）
「アイドル活動!(Ver. Rock)」
作詞 - uRy / 作曲・編曲 - 田中秀和８MONACA）
歌 - わか from STAR☆ANIS
「ダイヤモンドハッピー」
作詞 - 畑 亜貴 / 作曲・編曲 - 石濱 翔（MONACA）
歌 - わか・ふうり・すなお from STAR☆ANIS
「ハッピィクレッシェンド」
作詞 - 辻 純更 / 作曲・編曲 - 石濱 翔（MONACA）
歌 - わか・ふうり・すなお・れみ from STAR☆ANIS
「フレンド」
作詞 - やまだ麻美 / 作曲 - 山崎佳祐 / 編曲 - 南田健吾
歌 - わか・ふうり from STAR☆ANIS
「輝きのエチュード」
作詞 - こだまさおり / 作曲・編曲 - 石濱 翔（MONACA）/ストリングスアレンジ - 帆足圭吾（MONACA）
歌 - わか from STAR☆ANIS
同曲は後にいちご役の諸星すみれによってカバーされている（2020年4月29日発売シングル「つむじかぜ」（フライングドッグ）のボーナストラックとして収録）。
「Let's アイカツ! ～いちご・美月・あかり Ver.～」
作詞 - 辻 純更 / 作曲・編曲 - 田中秀和(MONACA)
歌 - わか・りすこ・るか from STAR☆ANIS

#### 興行成績（映画1）
全国150スクリーンで公開され、2014年12月13、14日の初日2日間で興収1億7,272万7,250円、動員15万6949人になり映画観客動員ランキング（興行通信社調べ）で初登場第5位を記録。また、ぴあの調査による初日満足度ランキングでは満足度93.3となり第1位となっている。

#### Blu-ray / DVD（映画1）
2015年6月2日に発売。
BDとDVDは豪華版と超豪華版がある。初回限定特典には、特製スリーブ仕様とオリジナルアイカツ!カードの「シュガームーンベビードール」「シュガームーンクロスパンプス」が収録が付属。
特典には、オリジナルドラマCD『星宮いちごの午後はいちいちいちご気分 大スター宮いちごまつり! 後夜祭スペシャル!』が付属するほか、リーフレットや特典映像が収録されている。
また超豪華版には上記の他に、「大スター宮いちごまつりポスター」と劇中のヴォーカル曲を全て収録した「劇場版オリジナルうたバッジ」が封入されている。

#### テレビ放送
2016年8月11日（山の日）、劇場版新作『劇場版アイカツスターズ』が2日後の8月13日に公開されるのを記念して、本作がテレビ東京系列の12:00 - 14:00で地上波初放送された。番組では本作の星宮いちごと大空あかり、『アイカツスターズ!』の虹野ゆめと桜庭ローラが進行役を務め、本作の他『劇場版アイカツスターズ』の情報、そして同日放送される『アイカツスターズ!』本編第18話「ゆりちゃんと一緒」の予告も合わせて放送された。

### 映画第2作
『アイカツ!ミュージックアワード みんなで賞をもらっちゃいまSHOW!』は、2015年8月22日に公開された劇場アニメ作品。配給は前作に続き東映。興行収入は1億3000万円。
本作では一部の映像に3Dが挿入されているほか、スマートフォン向けアプリと連動した『スマホおうえんライブ』が全国の映画館で実施された。
入場者プレゼントは劇中にも登場する「ラブリーブリティシュトップス」の3Dアイカツ!カード。
キャッチコピーは「夢のステージ、ついに開幕! あの曲は選ばれるか!?」。
Blu-ray / DVDには「ラブリーブリティッシュコーデ」の3枚セットが付属。また、豪華版には後日談を描くオリジナルドラマCD『ルミナスのキラッキラナイト アイカツ！ミュージックアワード 後夜祭スペシャル！』が付属。

#### スタッフ（映画2）
- 原作・企画・アニメーション制作 - BN Pictures
- 原案 - バンダイ
- ディレクター - 綿田慎也
- スーパーバイザー - 木村隆一
- ステージ構成 - 加藤陽一
- キャラクターデザイン - やぐちひろこ
- 製作 - 「アイカツ!ミュージックアワード」選考委員会（BN Pictures、バンダイ、電通、テレビ東京）

#### 受賞曲一覧
| 各賞                                                        | 受賞曲                                             | 使用エピソード                                   |
| ----------------------------------------------------------- | -------------------------------------------------- | ------------------------------------------------ |
| 誰がなんと言おうと一曲目はこれでSHOW!                       | Du-Du-Wa DO IT!! 〜あかり＆スミレ Ver.〜           | 第111話                                          |
| ひなきちゃんと珠璃ちゃんがイルカと一緒に泳いじゃったでSHOW! | Poppin' Bubbles 〜ひなき＆珠璃 Ver.〜              | 第120話                                          |
| アツい情熱が咲きほこっちゃうでSHOW!                         | Passion flower 〜珠璃ソロVer.〜                    | 第110話                                          |
| クールなあなたも好きになっちゃうでSHOW!                     | タルト・タタン                                     | 第108話                                          |
| 踊るイナズマにドキドキが止まらないでSHOW!                   | MY SHOW TIME!                                      | 第128話                                          |
| ソレイユの3人といえばこの曲でSHOW!                          | ダイヤモンドハッピー                               | 第87話                                           |
| ルミナスがとってもかわいいでSHOW!                           | Pretty Pretty 〜あかり＆スミレ＆ひなき Ver.〜      | 第129話                                          |
| 頑張った分は花開くでSHOW!                                   | Blooming♡Blooming                                  | 第123話                                          |
| 思わず気持ちがスキップしちゃうでSHOW!                       | ハローニューワールド                               | 第134話                                          |
| ユニットの魔法がおだやかじゃないでSHOW!                     | チュチュ・バレリーナ 〜スミレ＆凛 Ver.〜           | 第131話                                          |
| ヤマトな二人がナデシコでSHOW!                               | 薄紅デイトリッパー 〜みやび＆さくら Ver.〜         | 第121話                                          |
| お菓子を食べたら歯をみがきまSHOW!                           | 恋するみたいなキャラメリゼ                         | 第136話                                          |
| あのBIGWAVEは止められないでSHOW!                            | 笑顔のSuncatcher                                   | 第78話                                           |
| どんな瞬間（とき）も友達でSHOW!                             | フレンド                                           | 第100話                                          |
| ガールズトークってステキでSHOW!                             | 放課後ポニーテール                                 | 第60話                                           |
| おしゃれはみんな大好きでSHOW!                               | fashion check!                                     | 第86話                                           |
| いつも笑顔をありがとうでSHOW!                               | Precious 〜美月＆みくる Ver.〜（2番）              | 第99話                                           |
| ハートのボリューム急上SHOW!                                 | ハッピィクレッシェンド 〜ドリームアカデミー Ver.〜 | 第72話                                           |
| もっと未来までいけそうでSHOW!                               | SHINING LINE* 〜ALL STARS Ver.〜                   | 第92話                                           |
| いつまでも私たちのアイカツは続くでSHOW!                     | Let's アイカツ!                                    | 第102、104、112、127話（珠璃パートはオリジナル） |

#### 関連アプリ
『アイカツ！みんなでおうえんアプリ』（8月中旬配信）
本作の公開に先駆け、スマートフォン向けに配信されたアプリ。劇中のライブシーンでBPMやスペシャルアピールに合せて色やデザインが変わる「サイリウム機能」を搭載しており、スマホをサイリウムのように振ることで、アイドル達を応援しながら楽しむことができる。イベントに応じて「セットリスト」が届いたり、ストーリーに合せてメッセージが届く演出なども内蔵。『アイカツ！LIVE☆イリュージョン 〜3大チーム！ドリームマッチ♪〜』にも使用された。

### 映画第3作
『アイカツ！ 〜ねらわれた魔法のアイカツ！カード〜』は、2016年8月13日に公開の『劇場版アイカツスターズ!』と同時上映の短編映画。
TVシリーズ最終回の後日談に当たる。
Blu-ray「アイカツ☆アイランドBOX」には映画の後日談を描くオリジナルドラマCD『ルミナスのキラッキラナイト アイカツ！～ねらわれた魔法のアイカツ！カード～ 後夜祭スペシャル！』が付属。

#### ストーリー（映画3）
いちごの監督の下、あかりが主演の映画が制作されることになった。映画の内容は、どんな願いも叶えるという『魔法のアイカツ!カード』をめぐり、あかりが所狭しと大活躍するものだった。
あかりは一旦は魔法のアイカツ!カードを手に入れたが、ユリカの手に阻まれる。スミレ・ひなきの援護でユリカの足止めには成功したものの、当初の脚本と違う形で魔法のアイカツ!カードはスターライト学園・ドリームアカデミー関係したアイドル（他の学園・学外関係からは、みくる・みやび・ここね・みなみ・ニーナも含む）の出演ドラマの各所を飛び回るが、いちごはこのまま映画撮影を続ける。その中で魔法のアイカツ!カードの効果も万能な事を知る事となるが、あかりの手には定着しなかった。最後にはジョニー別府がSFファンタジー風に扮した姿での対決となる。あかり・スミレ・ひなき・珠璃・凛・まどか・のの・リサの協力を手にして、ジョニー別府から魔法のアイカツ!カードを奪回する。
そうして、あかりが魔法のアイカツ!カードで願った事は「みんなとのステージ」であった。こうして、劇中に登場したスターライト学園・ドリームアカデミーに関係したアイドル25名でステージを行い、映画撮影を締めくくった。

#### スタッフ（映画3）
- 原作・企画・アニメーション制作 - BN Pictures
- 原案 - バンダイ
- 監督 - 木村隆一
- 脚本 - 加藤陽一
- キャラクターデザイン - やぐちひろこ

#### 楽曲（映画3）
挿入歌「アイドル活動!」
作詞 - uRy / 作曲・編曲 - 田中秀和（MONACA）
歌 - わか・ふうり・ゆな・れみ・えり・りすこ・もな・るか from STAR☆ANIS & るか・もな・みき・みほ・ななせ・かな from AIKATSU☆STARS!
エンディングテーマ「START DASH SENSATION」
作詞 - こだまさおり / 作曲・編曲 - 石濱翔（MONACA）
歌 - るか・もな・みき from AIKATSU☆STARS!
第1作同様、サンジゲンによるドット絵のエンディングアニメーションとなっている。

### 映画第4作
『アイカツ！ 10th STORY ～未来へのSTARWAY～』は、2022年7月15日に公開の『劇場版アイカツプラネット!』と同時上映の短編映画。映画第3作と同一のスタッフが製作する。
2023年1月20日には短編版に新規のストーリーを追加したスペシャル版が公開された。
2022年版では高校3年生になったいちご達の様子が描かれ、2023年版ではこれに加え、スターライト学園を卒業して成人したいちご達の動向についても描かれている。

#### ストーリー（映画4）
（2022年版）

半年後に迫るスターライト学園からの卒業を意識し始めたいちご・あおい・蘭たち。アイドルとしてこれからどんな道を歩んでいきたいか皆で考えていく。
（2023年版）

半年後に迫るスターライト半年後に迫るスターライト学園からの卒業を意識し始めたいちご・あおい・蘭たち。それぞれが今後の進路を考える中で、あおいはアメリカへの留学を決意。これに伴い、Soleilはスターライト学園卒業と同時に活動休止に入る事になった。
それから3年が経過し、いちご達は大人になっていた。いちごはソロでアイドルを続け、あおいはロサンゼルスで勉学中、蘭はそれまでのモデル業に加え、女優業にも進出。その他の面々もそれぞれの道を歩んでいた。その中で各々困難にぶつかる事もあるのだが…。

#### スタッフ（映画4）
- 原作・企画・制作 - BN Pictures
- 原案 - バンダイ
- 監督・絵コンテ - 木村隆一
- 脚本 - 加藤陽一
- 演出 - イム ガヒ、五十嵐達也、佐藤照雄
- キャラクターデザイン - やぐちひろこ
- 美術監督 - 小松奈津子、田尻健一
- 色彩設計 - 大塚眞純
- 撮影監督 - 大神洋一
- 編集 - 新居和弘
- 音響監督 - 菊田浩巳
- 音響効果 - 小山健二
- エグゼクティブプロデューサー - 伊藤貴憲、大矢陽久、守屋光春、廣部琢之
- プロデューサー - 木村大、福田浩平
- 配給 - BN Pictures
- 製作 - BN Pictures、バンダイ、電通、テレビ東京

#### 楽曲（映画4）
オープニングテーマ「MY STARWAY」
作詞 - こだまさおり / 作曲・編曲 - 石濱翔（MONACA） / 歌 - わか・ふうり・ゆな
挿入歌「星空のフロア」
作詞 - きむらりゅういち / 作曲・編曲 - 松井寛 / 歌 - わか from STAR☆ANIS & るか from AIKATSU☆STARS!
エンディングテーマ「カレンダーガール」（短編版）
作詞 - こだまさおり / 作曲・編曲 - 田中秀和（MONACA） / 歌 - わか・ふうり・すなお from STAR☆ANIS
エンディングテーマ「氷の森」（長編版）
作詞 - 只野菜摘 / 作曲・編曲 - 帆足圭吾（MONACA） / 歌 - わか・ふうり・ゆな・れみ・えり・りすこ
エンディングテーマ「SHINING LINE*」（長編版）
作詞 - こだまさおり/ 作曲・編曲 - 石濱翔（MONACA） / 歌 - わか・ふうり・ゆな
挿入歌「Signalize!」（長編版）
作詞 - 畑亜貴 / 作曲 - NARASAKI / 編曲 - SADESPER RECORD / 歌 - りすこ・れみ・えり・ゆな
挿入歌「TRAVEL RIBBON」（長編版）
作詞 - 辻純更 / 作曲・編曲 - 瀬尾祥太郎（MONACA） / 歌 - るか・りえ・みき
挿入歌「MY STARWAY」（長編版）
作詞 - こだまさおり / 作曲・編曲 - 石濱翔（MONACA） / 歌 - わか・ふうり・ゆな

## インターネットラジオ
午後はいちいちいちご気分!出張版
劇場版とPizza Hut×アイカツ!コラボの宣伝を兼ね、Pizza Hut×アイカツ!特設サイトにて配信された。2014年12月19日から2015年1月16日まで全3回配信。パーソナリティは星宮いちご、アシスタントに大空あかり。各回ゲストは霧矢あおい、紫吹蘭、神崎美月（出演順）。
AIKATSU☆STARS!のラジカツ!
ランティスウェブラジオにて、2015年9月7日から2016年3月28日まで毎週月曜日19:00より配信された。パーソナリティはAIKATSU☆STARS!のメンバーが週替わりで担当。番組終了後は『アイカツスターズ!』メインの内容にリニューアル。同サイトで『ラジカツスターズ!』として2018年3月26日まで配信された。

## 特別番組
イブの6時に奇跡が起きる! アイカツ乙女編
2012年12月24日の14:30 - 15:00にテレビ東京にて放送された特別番組。テレビ東京アナウンサーの紺野あさ美、白石小百合がそれぞれナビゲーターとナレーションを務めた。
アイカツ！シリーズ5周年記念特別番組「みんなのアイカツ！～星のあかりでゆめを見て～」
2017年8月30日の7:30 - 8:00にテレビ東京系列にて放送された特別番組。キャストが5年間を振り返るトークや『アイカツスターズ!』星のツバサ3弾のプレイなどを行う。コーナー間は星宮いちご、大空あかり、虹野ゆめが進行役を務める。
動画配信サービス「あにてれ」では放送後一週間無料配信が行われたほか、後日テレビ放送に入りきらなかった映像を追加したロングバージョン（プロデューサーズカット版）が月額会員向けに公開された。
出演者は諸星すみれ、下地紫野、富田美憂、わか、るか、せな、長島美穂（振付師）。ナレーションは寿美菜子。